# Монро, Мэрилин
Мэ́рилин Монро́ (англ. Marilyn Monroe американское произношение: [ˈmærəlɪn mənˈroʊ]; при рождении — Но́рма Джин Мо́ртенсон (англ. Norma Jeane Mortenson), при крещении — Но́рма Джин Бе́йкер (англ. Norma Jeane Baker); 1 июня 1926, Лос-Анджелес, Калифорния, США — 4 августа 1962, Брентвуд, Калифорния, США) — американская киноактриса, певица, модель и секс-символ 1950-х годов. Одна из самых узнаваемых и значимых фигур американского кинематографа и мировой культуры. На протяжении десятилетия Монро была самой популярной актрисой в мире. К моменту её смерти в 1962 году фильмы с её участием собрали в мировом прокате более 200 миллионов долларов, что с учётом инфляции соответствует примерно 2 миллиардам долларов в ценах 2015 года.
Монро родилась в Лос-Анджелесе. Её детство прошло в 12 приёмных семьях и детских домах. В возрасте 16 лет, опасаясь возвращения в приют, она вступила в брак с Джеймсом Догерти. Во время Второй мировой войны Мэрилин работала на военном заводе, где её заметил фотограф, создававший серию снимков для поднятия морального духа военнослужащих. Эти фотографии положили начало её успешной карьере пинап-модели. Вскоре Монро подписала краткосрочные контракты с киностудиями 20th Century Fox и Columbia Pictures. После успеха фильмов «Асфальтовые джунгли» и «Всё о Еве» в декабре 1950 года она заключила семилетний контракт с 20th Century Fox. 1952 год стал поворотным в карьере Монро: роли в фильмах «Стычка в ночи», «Можно входить без стука» и «Обезьяньи проделки» укрепили её положение как одной из наиболее перспективных актрис Голливуда. В этот период разразился скандал: оказалось, что до начала кинокарьеры Мэрилин позировала обнажённой для календаря. Однако опасения Монро и студии не подтвердились — публика отреагировала на историю с пониманием, что лишь усилило популярность актрисы.
В 1953 году Монро вошла в число ведущих голливудских актрис. Фильмы «Ниагара», «Джентльмены предпочитают блондинок» и «Как выйти замуж за миллионера» принесли ей мировую известность и утвердили в статусе главного секс-символа десятилетия. В том же году журнал Playboy в своём дебютном выпуске опубликовал её обнажённые фотографии 1949 года. Несмотря на успех, Мэрилин выражала недовольство скромными гонорарами и навязанным амплуа «наивной сексуальной блондинки». В январе 1954 года актриса отказалась от участия в мюзикле с очередной стереотипной ролью, и студия 20th Century Fox приостановила действие её контракта. После возобновления сотрудничества Монро сыграла главную роль в романтической комедии «Зуд седьмого года», ставшей одним из её самых кассовых проектов.
Осенью 1954 года Мэрилин переехала в Нью-Йорк, где совместно с фотографом Милтоном Грином основала независимую продюсерскую компанию Marilyn Monroe Productions. В 1955 году она сосредоточилась на совершенствовании актёрского мастерства: занималась под руководством Констанс Колльер и посещала курсы Ли Страсберга в его Актёрской студии. После продолжительных переговоров с 20th Century Fox Монро подписала новый семилетний контракт, который предусматривал значительное повышение гонораров, а также право участвовать в выборе проектов и утверждении творческих решений. Её роли в комедийной драме «Автобусная остановка» и романтической комедии «Принц и танцовщица» были высоко оценены критиками и зрителями. Наибольшее признание ей принесла роль в криминальной комедии «В джазе только девушки», за которую она была удостоена премии «Золотой глобус» в категории «Лучшая женская роль — комедия или мюзикл». В 1961 году вышел драматический вестерн «Неприкаянные» — последний завершённый фильм с её участием.
Личная жизнь Монро постоянно находилась в центре внимания прессы. Её брак с бейсболистом Джо Ди Маджо продлился менее года, а союз с драматургом Артуром Миллером завершился разводом после шести лет отношений. Попытки актрисы завести детей не увенчались успехом. Мэрилин страдала от клинической депрессии, тревожности и резких перепадов настроения. Со временем у неё развилась зависимость от алкоголя и психотропных препаратов, таких как барбитураты и снотворное.
В последние годы жизни психическое здоровье Монро серьёзно пошатнулось. Во время съёмок фильма «Что-то должно случиться» для студии 20th Century Fox актриса регулярно пропускала рабочие дни, что привело к расторжению контракта и спровоцировало широкий общественный резонанс. В ночь с 4 на 5 августа 1962 года Монро была найдена без признаков жизни в своём доме в Брентвуде. Причиной смерти стала передозировка барбитуратами. Официально случай классифицировали как самоубийство. Однако позднее возникли альтернативные теории, например, версия о причастности семьи Кеннеди и профессиональной халатности психиатра Ральфа Гринсона.
Монро вошла в историю как одна из ключевых фигур мировой культуры, символ сексуальной революции и икона поп-культуры. Американский институт киноискусства включил её в список 25 величайших актрис американского кинематографа, присвоив ей шестое место.

## Жизнь и карьера

### 1926—1943: Детство и первый брак

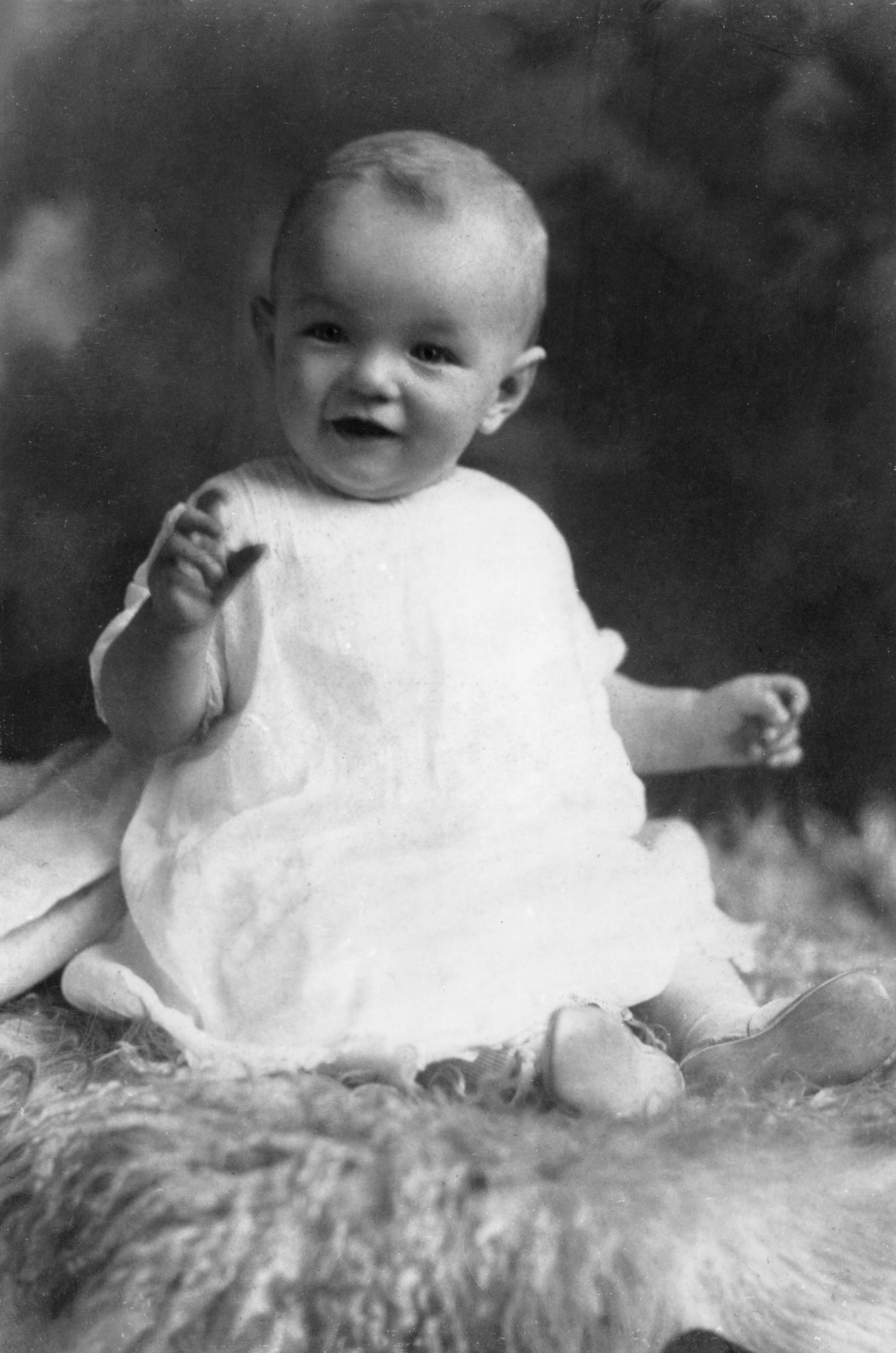
Норма Джин Мортенсон в младенчестве (1927)

Мэ́рилин Монро́, урождённая Но́рма Джи́н Мо́ртенсон, родилась 1 июня 1926 года в Лос-Анджелесе. Её мать, Глэдис Пёрл Бейкер (урождённая Монро), происходила из бедной семьи, переселившейся из Среднего Запада в Калифорнию в начале XX века. В пятнадцать лет Глэдис вышла замуж за Джона Ньютона Бейкера, который был старше её на шестнадцать лет и, по свидетельствам, жестоко с ней обращался. У них родились двое детей: Роберт и Бернис. После развода в 1923 году Глэдис получила полную опеку, однако Бейкер самовольно увёз детей в Кентукки. О существовании сестры Норма Джин узнала в 1938 году, а впервые встретилась с ней в 1944 году.
После развода Глэдис работала монтажёром негативов в компании Consolidated Film Industries. В 1924 году она вышла замуж за Мартина Эдварда Мортенсена, но брак быстро распался, а официально они развелись в 1928 году. В свидетельстве о рождении отцом был указан Мортенсен (с ошибкой — Мортенсон), однако большинство биографов считают его отцовство маловероятным, поскольку супруги на тот момент уже давно жили раздельно. Биологическим отцом Монро, как полагают, был Чарльз Стэнли Гиффорд — начальник Глэдис на студии RKO Pictures, с которым у неё был роман в 1925 году. По мнению ряда биографов, Норма с шести лет знала о своём отце и впоследствии неоднократно пыталась наладить с ним контакт, но тот отказывался. В 2022 году генетическое исследование по сравнению ДНК Монро с ДНК одного из потомков Гиффорда подтвердило их родство.

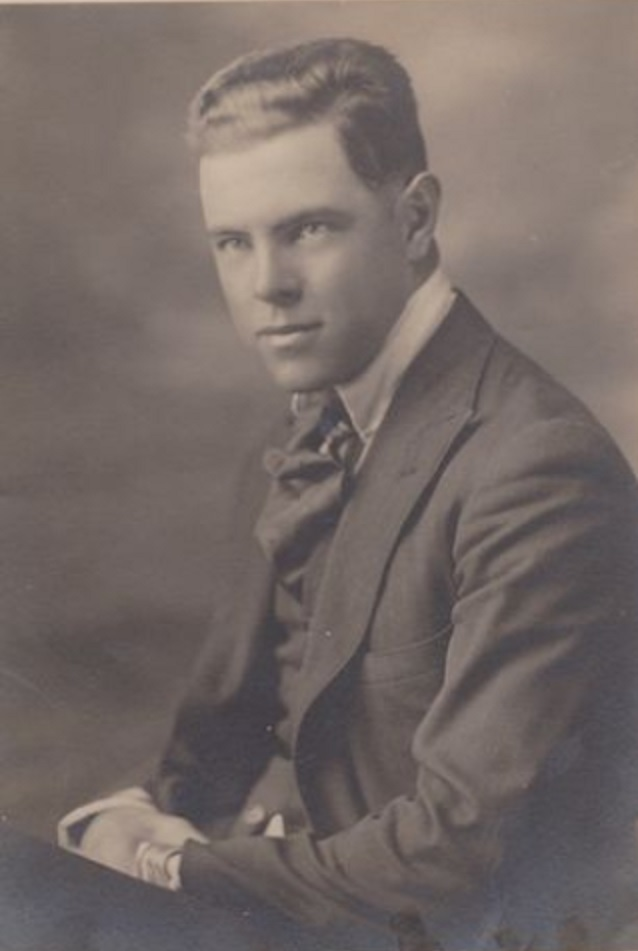
Чарльз Стэнли Гиффорд, настоящий отец Нормы Джин Мортенсон

Норма не получала  эмоциональной и материальной поддержки от матери, при этом её раннее детство  было относительно спокойным. Глэдис отдала дочь на воспитание приёмной семье — евангельским христианам Альберту и Айде Болендер, проживавшим в пригороде Лос-Анджелеса. Глэдис оставалась с ними шесть месяцев, но в январе 1927 года вернулась в город в связи с работой и  навещала дочь только по выходным. В 1933 году Глэдис решила, что готова воспитывать ребёнка сама, и купила небольшой дом в Голливуде. Семья делила дом с квартирантами — актёрами Джорджем и Мод Аткинсон и их дочерью Нелли. В январе 1934 года Глэдис перенесла нервный срыв, и у неё диагностировали параноидную шизофрению. Несколько месяцев она провела в доме престарелых, а затем была направлена в психиатрическую больницу Metropolitan State Hospital в Норуолке. Позднее Мэрилин устроила мать в частную клинику, но они почти не общались. После смерти Монро её сестра забрала Глэдис во Флориду, где она провела оставшиеся годы жизни. Опекуном Нормы стала подруга Глэдис — Грейс Годдард.
Норма жила с семьёй Аткинсонов шестнадцать месяцев. Позже она вспоминала, что в тот период, возможно, подверглась сексуальному насилию. Девочка начала заикаться и всё больше замыкалась в себе. Летом 1935 года Норма некоторое время жила у Грейс и её мужа Эрвина «Дока» Годдарда, а также в домах двух других семей. В сентябре 1935 года Грейс поместила её в Лос-Анджелесский сиротский дом № 2, известный как Холлигроув. Приют имел положительную репутацию среди её сверстников. По рекомендации сотрудников приюта, которые считали, что Норме будет лучше в семье, Грейс стала её официальным опекуном в 1936 году, но забрала из приюта только летом 1937 года. Второе пребывание Нормы у Годдардов длилось всего несколько месяцев, так как Док домогался её. После этого она недолго жила с родственниками и друзьями Грейс в Лос-Анджелесе и Комптоне. Непростое детство и мечты о лучшей жизни пробудили в Мэрилин желание стать актрисой, позже она рассказывала: «Я захотела стать актрисой, когда мне было около пяти лет. Мир вокруг казался мне мрачным, но мне нравилось притворяться кем-то другим… Когда я узнала, что это называется „актёрской игрой“, я заявила, что это именно то, чем я хочу заниматься. Некоторые приёмные семьи отправляли меня в кинотеатр, чтобы занять меня, и я проводила там целые дни. Я обожала это».

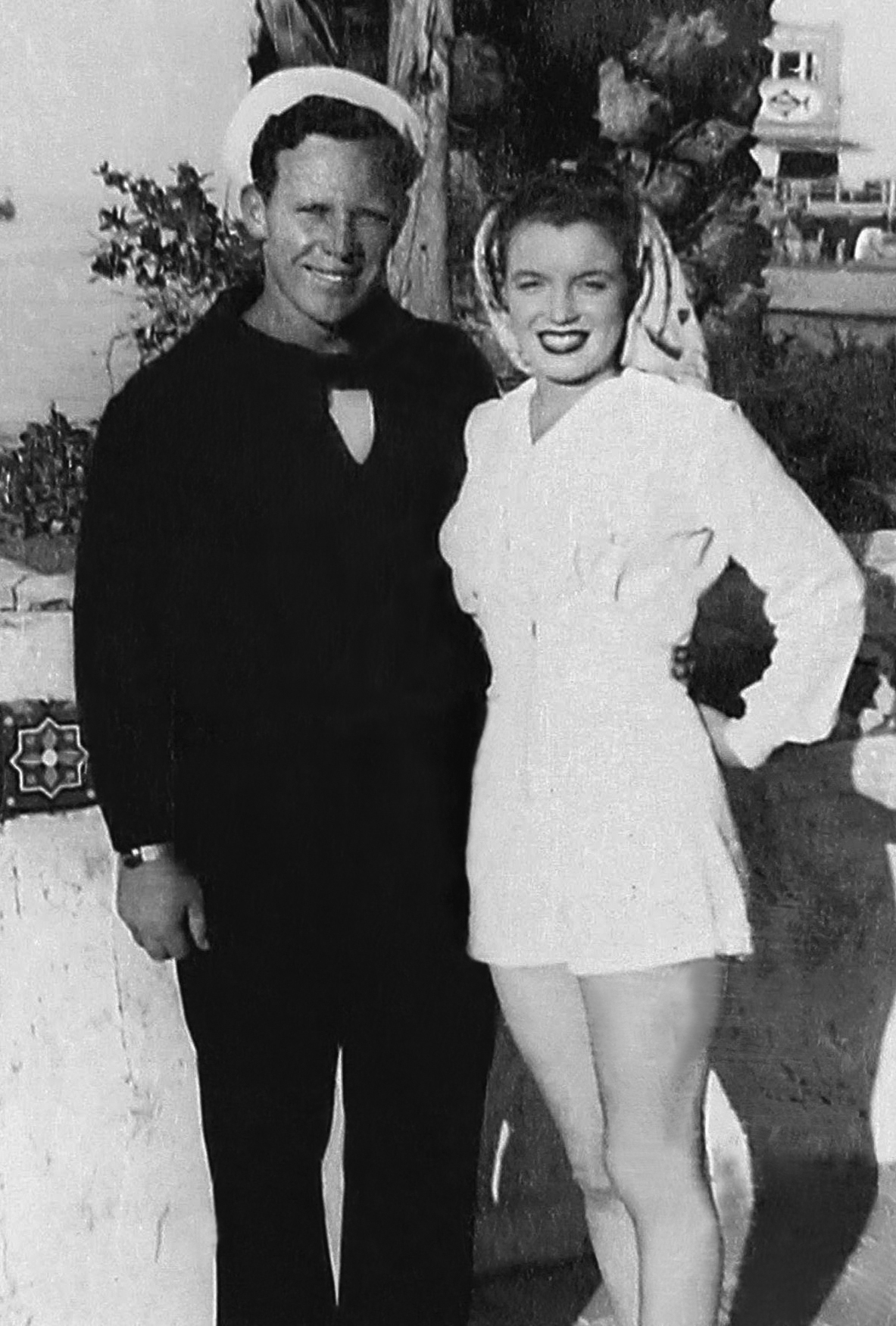
Норма Джин со своим первым мужем Догерти, Джеймс, 1943 или 1944 год

В сентябре 1938 года Норма Джин поселилась у Анны Лоуэр, родной тёти Грейс Годдард, в Саутелле. Она пошла в школу Эмерсона и с Лоуэр посещала встречи последователей Христианской науки. Норма проявляла интерес к писательству и писала для школьной газеты, но в остальном её успехи в учёбе были посредственными. Когда здоровье Анны Лоуэр ухудшилось, в начале 1941 года Норма вернулась к Годдардам в Ван-Найс и вскоре начала посещать среднюю школу Ван-Найса.
В 1942 году Эрвин «Док» Годдард переехал по работе в Западную Виргинию. Калифорнийские законы о защите детей не позволили Годдардам увезти Норму  за пределы штата, и ей вновь угрожала перспектива возвращения в приют. Поэтому было принято решение, что Норма Джин оставит школу и выйдет замуж за их соседа, рабочего фабрики Джеймса Догерти, который был старше её на пять лет. Свадьба состоялась 19 июня 1942 года, вскоре после её шестнадцатилетия. Норма чувствовала, что они с Джеймсом не подходят друг другу по характеру, и позже говорила, что «умирала от скуки» в этом браке. В 1943 году Догерти поступил на службу в торговый флот США и был направлен на остров Санта-Каталина, куда переехала и Норма.

### 1944—1948: Карьера модели, развод и первые роли в кино

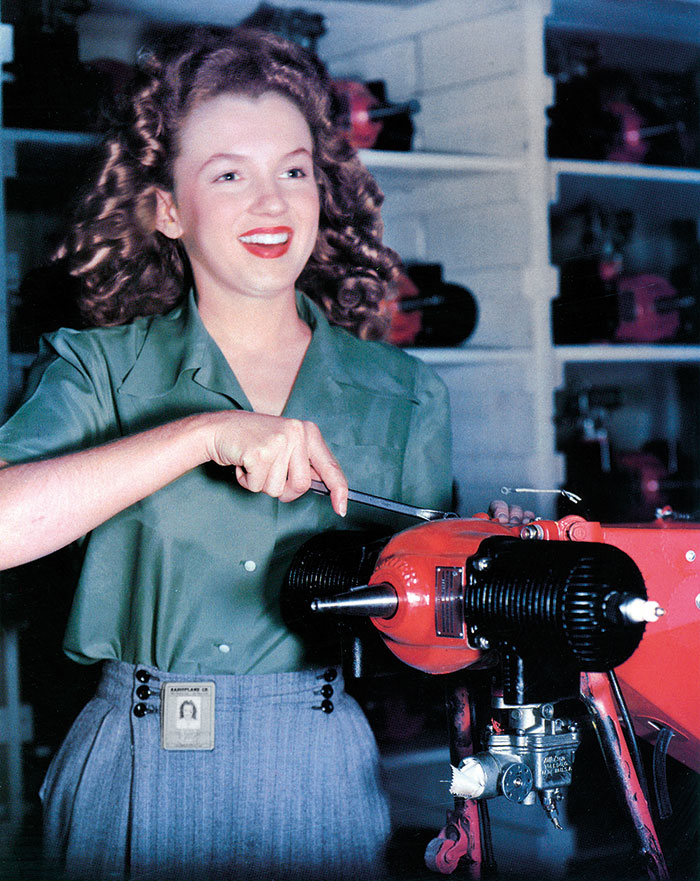
Норма Джин Догерти в объективе Коновер, Дэвид во время её работы в Radioplane Company (1944)

В апреле 1944 года Догерти был направлен на Тихоокеанский флот, где служил два года. После отъезда мужа Норма переехала к его родителям и устроилась на военный завод Radioplane Company в Ван-Найсе. В конце 1944 года девушка познакомилась с фотографом Дэвидом Коновером, который занимался на заводе съёмками плакатов в поддержку солдат. Хотя её фотографии не были опубликованы, в январе 1945 года Норма Джин уволилась с завода и начала позировать для Коновера и его коллег. Несмотря на возражения мужа и его матери, она съехала от них, а в августе того же года подписала контракт с модельным агентством Blue Book Model Agency.
В агентстве посчитали, что фигура Нормы больше подходит для пинапа, чем для высокой моды. По рекомендации владелицы агентства Эммелин Снайвли девушка выпрямила свои кудрявые каштановые волосы и перекрасила их в платиновый цвет. Норма Джин быстро зарекомендовала себя в качестве фотомодели. К началу 1946 года её фотографии украшали обложки 33 журналов: Pageant, U.S. Camera, Laff и Peek и других. Иногда она позировала под псевдонимом Джин Норман.

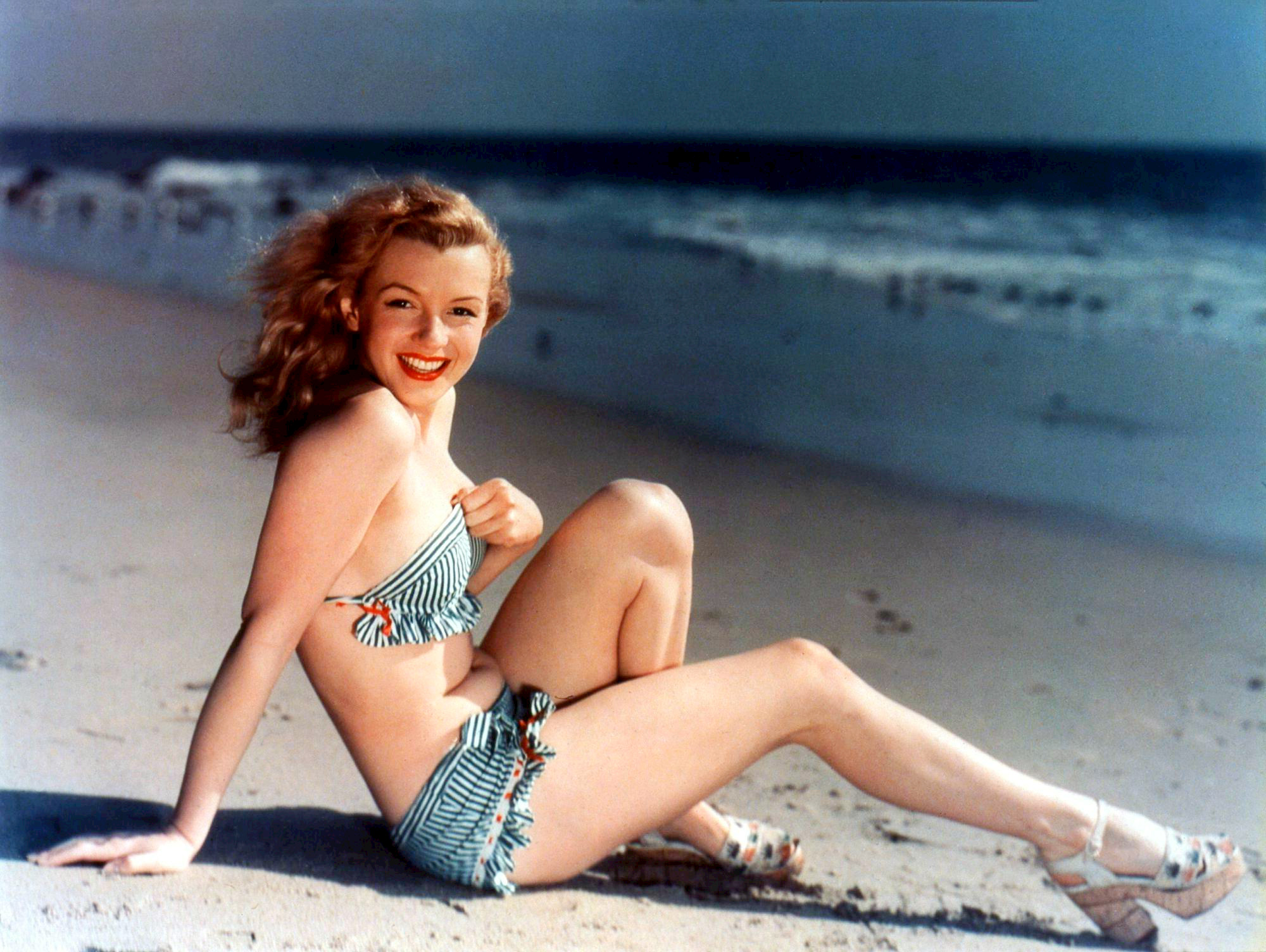
Норма Джин Догерти позирует для открытки (1946)

В июне 1946 года девушка благодаря Снайвли заключила контракт с актёрским агентством. После неудачного собеседования в Paramount Pictures Бен Лайон, руководитель 20th Century Fox, пригласил Норму Джин на кинопробы. Глава студии Дэррил Занук скептически отнёсся к результатам проб, но всё же решил предложить ей стандартный шестимесячный контракт, чтобы не допустить её перехода в конкурирующую студию RKO Pictures. Контракт был подписан в августе. Вместе с Лайоном она выбрала сценическое имя «Мэрилин Монро». Лайон предложил имя Мэрилин, поскольку она напомнила ему звезду Бродвея 1930-х годов Мэрилин Миллер; фамилию Монро она взяла в честь девичьей фамилии матери. Отсутствие поддержки со стороны Джеймса Догерти в отношении её профессиональных амбиций стало причиной их развода в сентябре 1946 года.
В первые шесть месяцев работы на 20th Century Fox Мэрилин занималась актёрским мастерством, вокалом, танцами и посещала съёмочные площадки. В феврале 1947 года её контракт был продлён, и она получила первые эпизодические роли в фильмах «Опасные годы» и «Скудда-У! Скудда-Эй!». Студия направила её на обучение в театральную школу, и позже Монро вспоминала: «Тогда я впервые ощутила, что такое настоящая драматическая игра, и была полностью очарована этим». Несмотря на её энтузиазм, преподаватели считали Мэрилин слишком застенчивой и неуверенной в себе для актёрской карьеры. В августе 20th Century Fox отказалась продлить с ней контракт, и Мэрилин снова стала работать моделью. Она также подрабатывала на киностудиях, помогая танцорам соблюдать ритм во время съёмок музыкальных сцен.

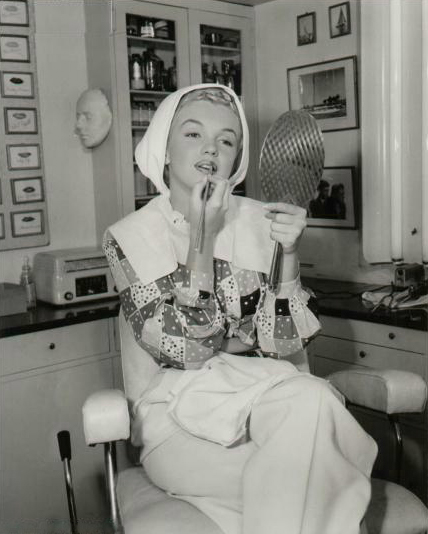
Мэрилин Монро на промо-фото к фильму «Хористки» (1948)

Монро упорно продолжала заниматься актёрским мастерством и одновременно исполнила небольшую роль в пьесе «Предпочитаю гламур» в театре Блисс-Хейден, но спектакль был снят с показа после нескольких представлений. Стремясь завязать полезные знакомства, Мэрилин регулярно посещала офисы продюсеров и принимала участие в приёмах для влиятельных гостей — как и во времена работы на 20th Century Fox. Мэрилин  подружилась с журналистом Сидни Скольски и встречалась с Джозефом Шенком, одним из руководителей 20th Century Fox. Шенк познакомил её с ведущими фигурами киноиндустрии, а в марте 1948 года убедил главу киностудии Columbia Pictures Гарри Кона подписать с ней контракт.
В формировании образа Монро ориентировались на стиль Риты Хейворт, после чего её перекрасили в платиновую блондинку — характерный стиль, ставший её визитной карточкой. Девушка начала заниматься с Наташей Лайтесс, главным педагогом по актёрскому мастерству на студии, которая оставалась её наставницей и педагогом до 1955 года. Единственной ролью Монро на Columbia Pictures стал малобюджетный мюзикл «Хористки» (1948), где она сыграла участницу хора, привлёкшую внимание состоятельного мужчины. Мэрилин пробовалась на главную роль в комедии «Рождённая вчера» (1950), однако Columbia Pictures отказалась продлевать с ней сотрудничество, и она снова осталась без контракта. Когда в октябре «Хористки» вышли в прокат, фильм прошёл незамеченным.

### 1949—1952: Прорыв в карьере

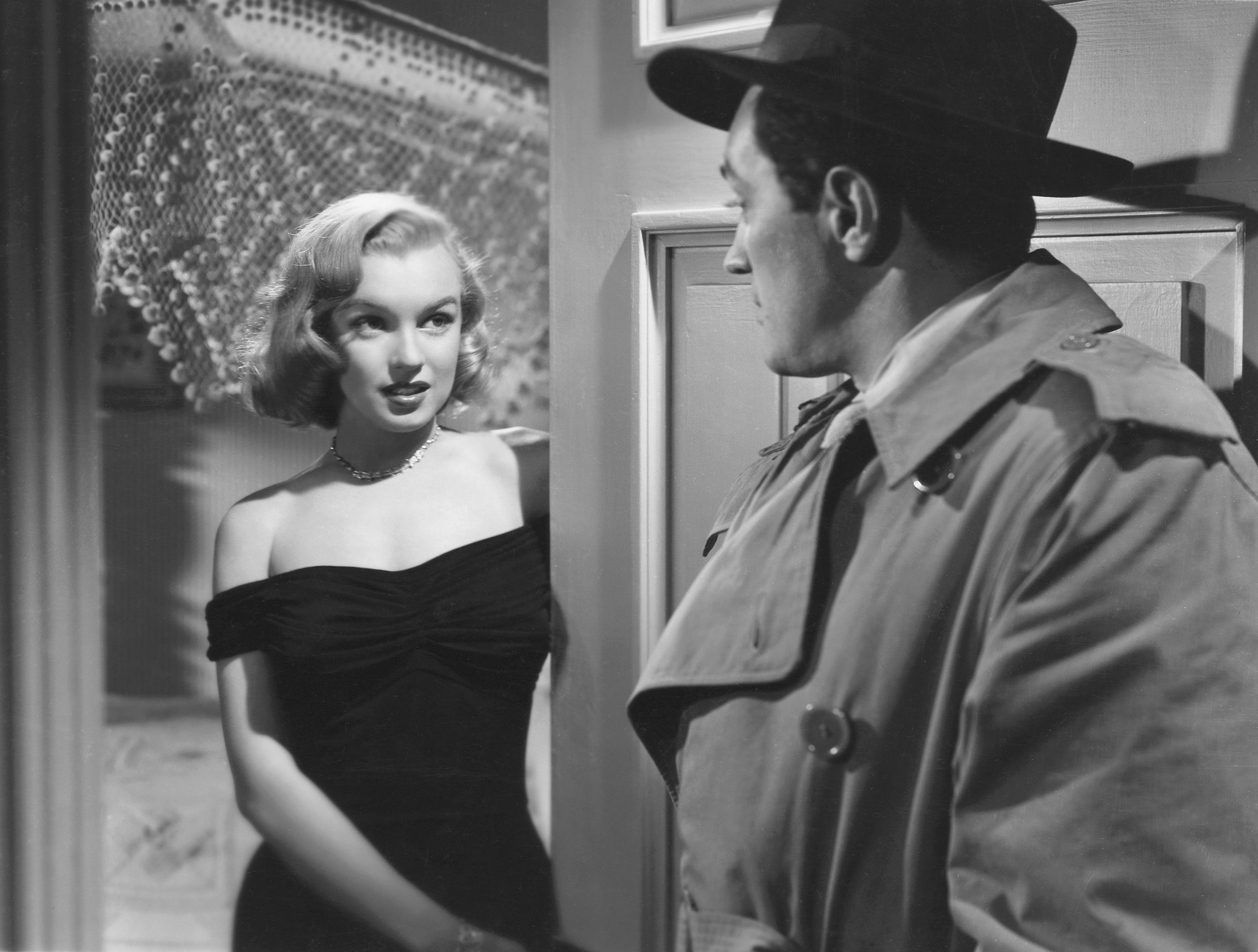
Мэрилин Монро в фильме «Асфальтовые джунгли» (1950)

После ухода из Columbia Pictures Монро вернулась к карьере фотомодели. Она появилась в рекламе пива Pabst и позировала для обнажённых фотографий Тома Келли, предназначенных для календарей John Baumgarth, используя псевдоним Мона Монро. Она также снималась топлес и в бикини для художников, включая Эрла Морана, и чувствовала себя комфортно перед камерой в обнажённом виде. Мэрилин начала отношения с Джонни Хайдом, вице-президентом актёрского агентства William Morris. С его помощью Монро появилась в эпизодических ролях в ряде кинолент, из которых две картины получили признание критиков. Первая из них, драма Джозефа Манкевича «Всё о Еве», получила 14 номинаций на премию «Оскар». Актриса Бетт Дейвис позже похвалила игру Монро, сказав: «О, я знала, что ей предстоял долгий путь. Я была уверена, что она добьётся успеха. Мэрилин была очень амбициозной девушкой, знала, чего хочет, и относилась к этому очень серьёзно. Я думала, что у неё есть талант». Вторым фильмом был криминальный нуар Джона Хьюстона «Асфальтовые джунгли». Хотя в этих картинах у Монро было по несколько минут экранного времени, её упомянули в журнале Photoplay; по оценке биографа Дональда Спото, последний фильм ознаменовал переход от фотомодели, которая снимается в кино, к сёрьезным ролям.
В декабре 1950 года Джонни Хайд добился для неё семилетнего контракта с 20th Century Fox, по условиям которого студия могла ежегодно решать вопрос о его продлении. Спустя несколько дней Хайд умер от сердечного приступа, что стало для Монро тяжёлым ударом. В 1951 году актриса сыграла второстепенные роли в трёх малобюджетных комедиях, имевших умеренный успех: «Моложе себя и не почувствуешь», «Любовное гнёздышко» и «Давай сделаем это легально». По выражению Спото,  Монро была прежде всего «сексуальным украшением» на экране, и её простые роли могла исполнить любая симпатичная старлетка. Тем не менее критики хвалили её игру: Босли Краузер из The New York Times назвал Монро «выдающейся актрисой», а Эзра Гудман из Los Angeles Daily News  —  «одной из наиболее ярких среди подающих надежды актрис».
Популярность Монро росла: поклонники отправляли ей тысячи писем каждую неделю, а армейская газета Stars and Stripes назвала её «Мисс Чизкейк 1951 года», что сделало её популярной среди солдат, участвовавших в Корейской войне. В феврале Голливудская ассоциация иностранной прессы признала её «лучшей молодой звездой кассовых фильмов». В начале 1952 года роман Монро с бывшим бейсболистом Джо Ди Маджо вызвал интерес со стороны прессы — он был одной из самых известных спортивных личностей того времени.

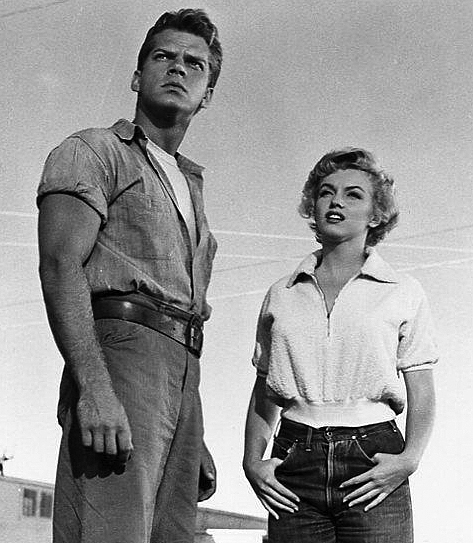
Кит Эндес и Мэрилин Монро в фильме «Стычка в ночи» (1952)

В марте 1952 года вокруг актрисы разгорелся скандал, когда она призналась, что в 1949 году позировала обнажённой для календаря. Студия узнала о фотографиях за несколько недель до этого и вместе с Монро решила, что лучший выход — открыто признать этот факт, чтобы не навредить её репутации, подчеркнув, что в то время она была в тяжёлом финансовом положении. Эта стратегия вызвала сочувствие публики и повысила интерес к её фильмам. Вскоре Монро появилась на обложке журнала Life, который назвал её «самой обсуждаемой персоной Голливуда», а Хедда Хоппер окрестила её «королевой пинапа», ставшей «грозой бокс-офиса».
Несмотря на свою растущую популярность как секс-символа, Монро хотела продемонстрировать широту своих возможностей как актрисы. Почти сразу после подписания контракта с 20th Century Fox она начала брать уроки актёрского мастерства у Михаила Чехова и мима Лотти Гослар. Летом 1952 года вышли два коммерчески успешных фильма, которые позволили ей раскрыться в новом амплуа. В драме Фрица Ланга «Стычка в ночи», актриса сыграла работницу рыбоконсервного завода. Чтобы подготовиться к роли, она некоторое время работала на заводе в Монтерее. Её игра получила положительные отзывы от критиков: газета The Hollywood Reporter писала, что «своим исполнением она заслуживает статус звезды», а журнал Variety отметил её естественность, которая, по мнению издания, помогала ей завоёвывать симпатии зрителей. В психологическом триллере Роя Уорда Бейкера «Можно входить без стука», Монро сыграла няню с психическими расстройствами. Дэррил Занук выбрал её на эту роль, чтобы проверить её способности в сложной драматической игре. Фильм вызвал неоднозначную реакцию у критиков: Босли Краузер посчитал Монро недостаточно опытной для такой сложной роли, а журнал Variety критиковал сценарий.

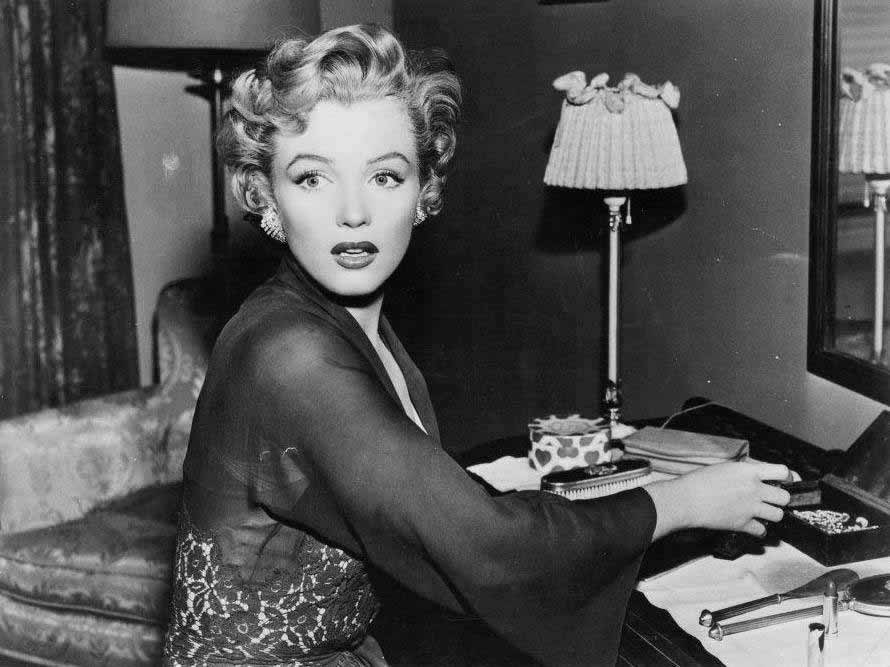
Мэрилин Монро в фильме «Можно входить без стука» (1952)

Три других фильма 1952 года закрепили за Монро амплуа актрисы в комедиях, подчёркивающих её сексуальную привлекательность. Её роль участницы конкурса красоты в фильме Эдмунда Гулдинга «Мы не женаты!» была рассчитана на демонстрацию Мэрилин в купальниках. В эксцентричной комедии Говарда Хоукса «Обезьяньи проделки» актриса сыграла секретаршу: наивную, инфантильную блондинку, которая невольно привлекает повышенное внимание мужчин. В том же году Мэрилин исполнила небольшую роль проститутки XIX века в альманахе «Вождь краснокожих и другие…». Монро продолжала усиливать свой имидж секс-символа с помощью тщательно продуманных рекламных акций. Например, она появилась в откровенном платье в качестве ведущей парада, предшествовавшего конкурсу «Мисс Америка». В интервью журналисту Эрлу Уилсону она призналась, что обычно не носит нижнее бельё. Обозреватель Флорабель Мьюир назвала Монро It girl 1952 года, то есть молодой женщиной, чья харизма и стиль сделали её олицетворением глянцевой культуры того времени.
В этот период Монро приобрела репутацию сложной актрисы, с которой было трудно работать, и эти проблемы усиливались с развитием её карьеры. Она часто опаздывала или вовсе пропускала съёмки, забывала реплики и переснимала сцены, пока не была довольна своим исполнением. Зависимость Монро от своих преподавателей — сначала от Наташи Лайтесс, а позже от Полы Страсберг — сильно раздражала режиссёров. Её проблемы объяснялись сочетанием перфекционизма, неуверенности в себе и страха перед сценой. Монро тяготила нехватка контроля над своей работой на съёмочной площадке. В то же время многие отмечали, что Мэрилин никогда не сталкивалась с подобными сложностями во время фотосессий, где она могла позволить себе импровизировать, а не следовать сценарию. Чтобы справиться с тревогой и бессонницей, Монро стала всё чаще прибегать к снотворным препаратам, алкоголю и наркотикам. Это, в свою очередь, усугубило её трудности, хотя серьёзная зависимость у неё появилась не ранее 1956 года. Исследователь биографии Монро, профессор Сара Черчвелл полагает, что поведение Монро было реакцией на пренебрежение и сексизм со стороны коллег. Историк кино Лоис Баннер утверждала, что руководители киностудии 20th Century Fox и многие режиссёры на протяжении её карьеры подвергали её давлению и унижению.

### 1953: Состоявшаяся звезда

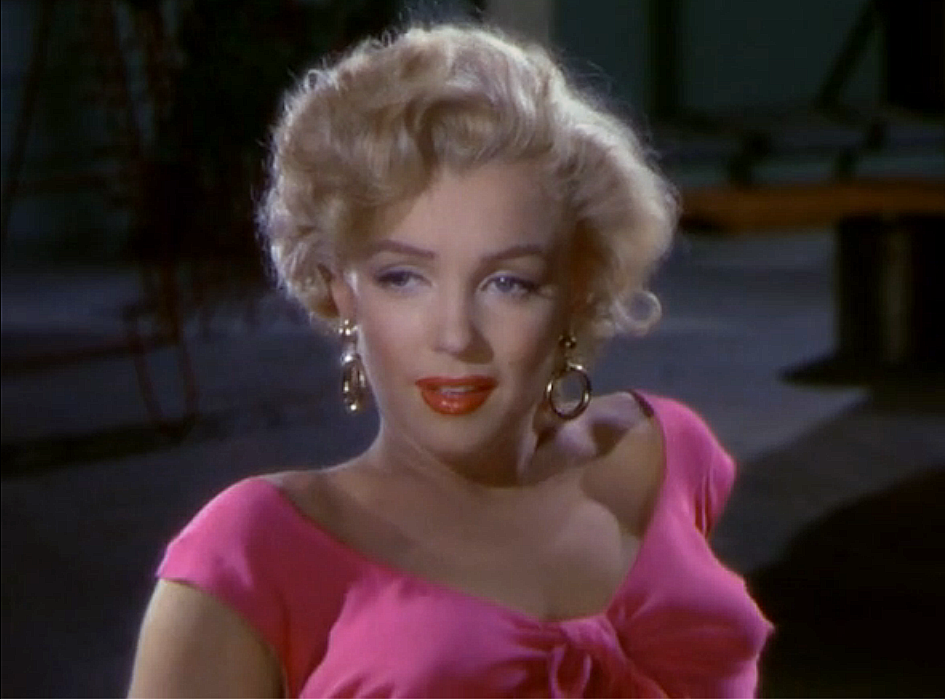
Мэрилин Монро в фильме «Ниагара» (1953)

Три фильма, вышедшие в 1953 году, сделали Монро главным секс-символом и одной из самых востребованных актрис Голливуда. Первым из них был цветной нуар «Ниагара». В нём она воплотила образ роковой женщины, замышляющей убийство своего мужа, которого сыграл Джозеф Коттен. К тому времени совместно с визажистом Алланом «Уайти» Снайдером Мэрилин разработала свой фирменный макияж: тёмные изогнутые брови, бледную кожу, блестящие алые губы и акцентную родинку. По словам историка кино Сары Черчвелл, «Ниагара» стал одним из самых откровенных фильмов в карьере актрисы. В некоторых сценах её тело прикрывала лишь простыня или полотенце, что вызвало бурную реакцию у зрителей того времени. В самой известной сцене фильма Монро идёт в сторону Ниагарского водопада, покачивая бёдрами; эта прогулка называлась самой длинной в истории кино. Утверждалось, что актриса, подобно Чаплину, выстроила образ героини вокруг своей походки.

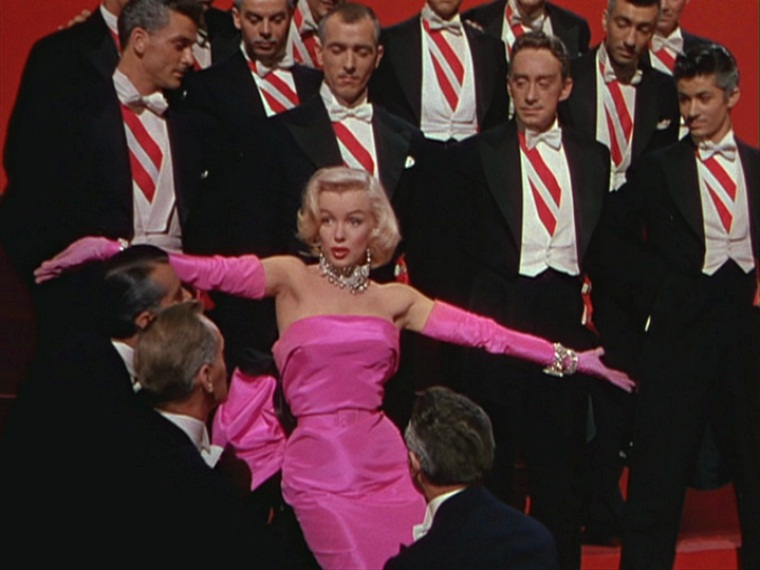
Мэрилин Монро в фильме «Джентльмены предпочитают блондинок» (1953)

Когда фильм «Ниагара» вышел в январе 1953 года, женские клубы осудили его за безнравственность, однако картина завоевала широкую популярность у зрителей. Variety посчитал фильм «банальным» и «мрачным», а The New York Times писала: «Водопад и мисс Монро — это зрелище, которое стоит увидеть. Возможно, она пока не идеальная актриса… но может быть обольстительной, даже когда просто идёт». Монро продолжала привлекать внимание к своему имиджу, особенно на премии Photoplay в январе 1953 года, где она получила награду как самая быстро восходящая звезда. На церемонии награждения она появилась в плиссированном платье из золотой парчи с глубоким декольте, созданным Уильямом Травиллой для фильма «Джентльмены предпочитают блондинок». Платье произвело сенсацию, хотя на экране его можно было увидеть только в одном эпизоде. Из-за таких образов актриса Джоан Кроуфорд публично заявила, что поведение Монро не соответствует идеалам актрисы и светской дамы.
Если «Ниагара» сделала Монро секс-символом, то сатирическая музыкальная комедия Говарда Хоукса «Джентльмены предпочитают блондинок», закрепила за ней экранный образ наивной и привлекательной блондинки. Фильм был основан на одноимённом романе Аниты Лус и его успешной бродвейской постановке и рассказывал о двух артистках, ищущих богатых поклонников в исполнении Мэрилин и Джейн Расселл. Роль Лорелей Ли изначально планировалась для Бетти Грейбл, самой популярной блондинки 20th Century Fox в 1940-х годах, однако Монро быстро заняла её место, став звездой, способной привлечь и мужскую, и женскую аудиторию. В июне, в рамках рекламной кампании фильма, она и Джейн Расселл оставили отпечатки рук и ног у Китайского театра Граумана. Фильм вышел вскоре после этого и стал одним из самых кассовых премьер года. Авторитетные издания The New York Times и Variety отозвались положительно о Монро, особенно отметив её исполнение песни «Diamonds Are a Girl’s Best Friend»; по мнению критиков Variety, она «придавала песням сексуальность и делала сцены выразительнее своим обаянием».

Мэрилин Монро, Бетти Грейбл и Лорен Бэколл в фильме «Как выйти замуж за миллионера» (1953)

В сентябре Мэрилин дебютировала на телевидении в программе «The Jack Benny Program», где приняла участие в комедийном скетче и рассказала о своём третьем фильме 1953 года «Как выйти замуж за миллионера». Её коллегами стали Бетти Грейбл и Лорен Бэколл. Монро играла наивную модель, которая вместе с подругами пыталась найти состоятельных мужей. Это был второй фильм, выпущенный в широкоэкранном формате CinemaScope, посредством которого 20th Century Fox надеялась вновь привлечь зрителей в кинотеатры, поскольку рост популярности телевидения снижал доходы киностудий. Несмотря на смешанные отзывы, картина стала самой кассовой в её карьере на тот момент.
Монро вошла в Список самых кассовых звёзд 1953 и 1954 годов, став одной из главных звёзд 20th Century Fox. Её статус национального секс-символа подтвердился в декабре 1953 года, когда Хью Хефнер без согласия Монро опубликовал её фотографии на обложке и развороте в первом номере журнала Playboy. Для обложки использовали снимок Мэрилин с парада 1952 года в честь конкурса «Мисс Америка», а на развороте — одну из её обнажённых фотографий 1949 года.

### 1954—1955: Конфликты с 20th Century Fox и брак с Джо Ди Маджо

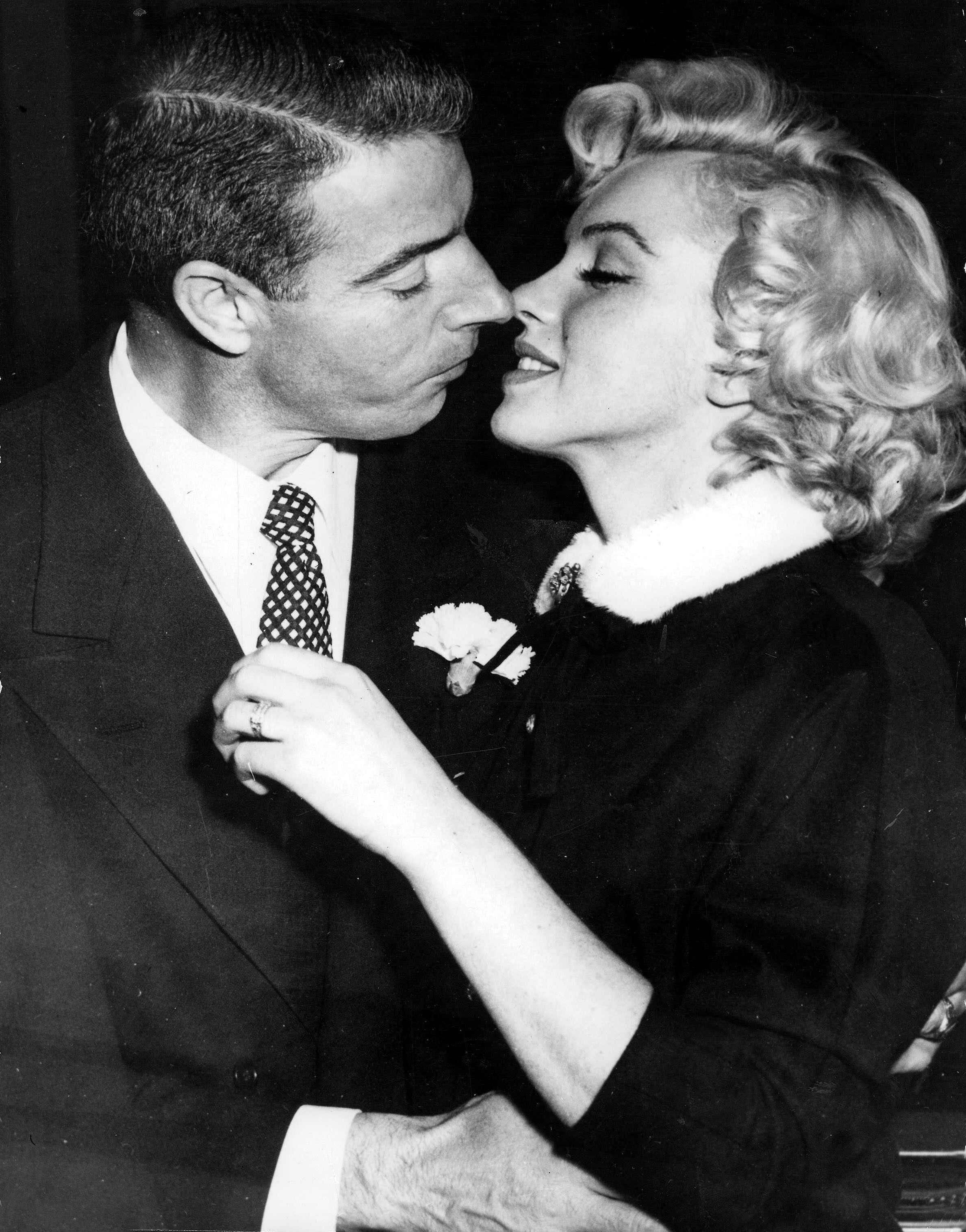
Джо Ди Маджо и Мэрилин Монро в Сан-Франциско, в день своей свадьбы, 14 января 1954 года

Монро стала одной из главных звёзд 20th Century Fox, однако условия её контракта не менялись с 1950 года — она получала значительно меньше, чем другие столь же популярные актёры, и не могла выбирать роли. Мэрилин хотела сниматься в более серьёзных ролях, чему препятствовал президент студии Дэррил Занук, который испытывал к ней личную неприязнь; Занук полагал, что актриса принесёт наибольшую прибыль в комедийных проектах. Под давлением владельца студии Спироса Скураса Занук переориентировал 20th Century Fox на развлекательное кино вместо «серьёзных фильмов». Когда Монро отказалась сниматься в очередной музыкальной комедии «Девушка в розовом трико», компания приостановила её контракт.
Конфликт между Монро и студией получил резонанс в прессе. Актриса немедленно предприняла меры для защиты своей репутации. 14 января 1954 года в мэрии Сан-Франциско она вышла замуж за Джо Ди Маджо, с которым состояла в отношениях два года. 29 января пара полетела в Японию, сочетая медовый месяц с деловой поездкой. Мэрилин отправилась в Корею, где четыре дня участвовала в шоу для USO, выступая в общей сложности перед 60 тысячами американских морских пехотинцев США. Вернувшись в Голливуд в феврале, актриса получила премию «Самая популярная звезда» от журнала Photoplay. В марте Монро достигла соглашения со студией: ей пообещали новый контракт, бонус в 100 тысяч долларов и главную роль в экранизации бродвейского хита «Зуд седьмого года».
В апреле 1954 года вышел вестерн Отто Преминджера «Река не течёт вспять» —  последний отснятый фильм до временной приостановки её контракта, где партнёрами Монро стали Роберт Митчем и Рори Кэлхун. Позднее Мэрилин называла картину «ковбойским фильмом категории Z», в котором имели значение пейзажи и съёмки в формате CinemaScope, а не игра актёров. Картина окупилась в прокате, хотя имела куда меньший успех, чем два предыдущих фильма. После возвращения на 20th Century Fox Монро сыграла роль второго плана в мюзикле Уолтера Лэнга «Нет лучше бизнеса, чем шоу-бизнес». Актриса не была заинтересована в этом проекте, но студия настояла на её участии, так как ранее она отказалась от съёмок в «Девушке в розовом трико». Фильм вышел в декабре 1954 года и провалился в прокате. Некоторые критики сочли игру Монро вульгарной и подчёркивали, что её партнёры выглядели более выразительно.

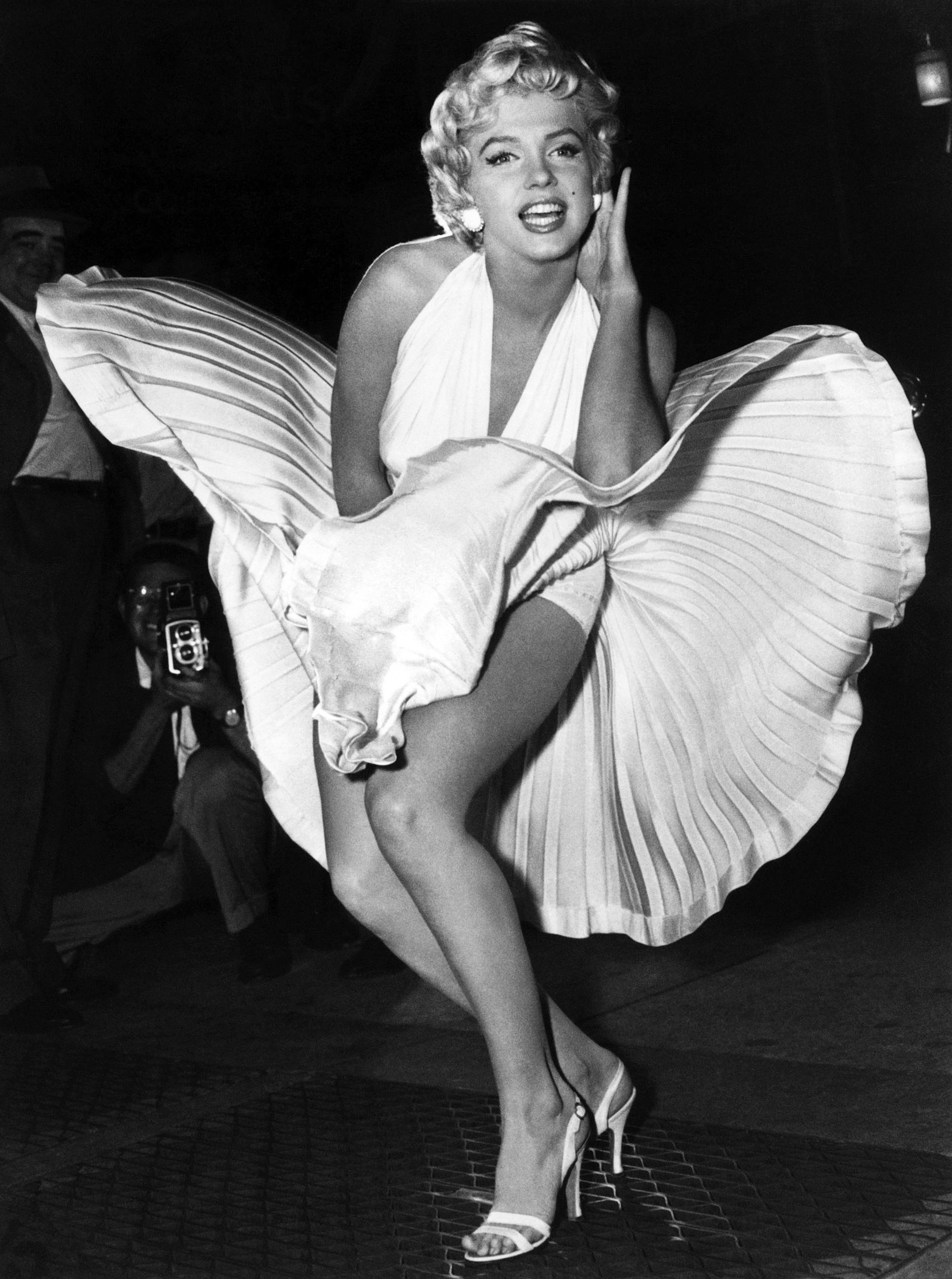
Монро позирует для фотографов во время съёмок фильма «Зуд седьмого года» (1954)

В сентябре 1954 года актриса приступила к съёмкам романтической комедии Билли Уайлдера «Зуд седьмого года». Её партнёром был Том Юэлл, а она сыграла роль соблазнительной соседки, в которую влюбляется женатый мужчина. Несмотря на то, что основной съёмочный процесс проходил в Голливуде, в рамках рекламной кампании студия организовала постановочную съёмку на Лексингтон-авеню в Нью-Йорке. В этом эпизоде поток воздуха из вентиляционной решётки метро приподнимает подол белого платья Монро. Съёмки длились несколько часов и привлекли около двух тысяч зрителей. «Зуд седьмого года» вышел в июне 1955 года и стал одним из самых кассовых фильмов года. Сцена сделала Монро героиней мировых заголовков, но способствовала разладу в её браке. С самого начала брака Ди Маджо проявлял болезненную ревность и стремился контролировать супругу. По свидетельствам близких к актрисе людей, в семье имели место случаи физического насилия. В октябре 1954 года, спустя всего девять месяцев после свадьбы, Монро подала на развод.

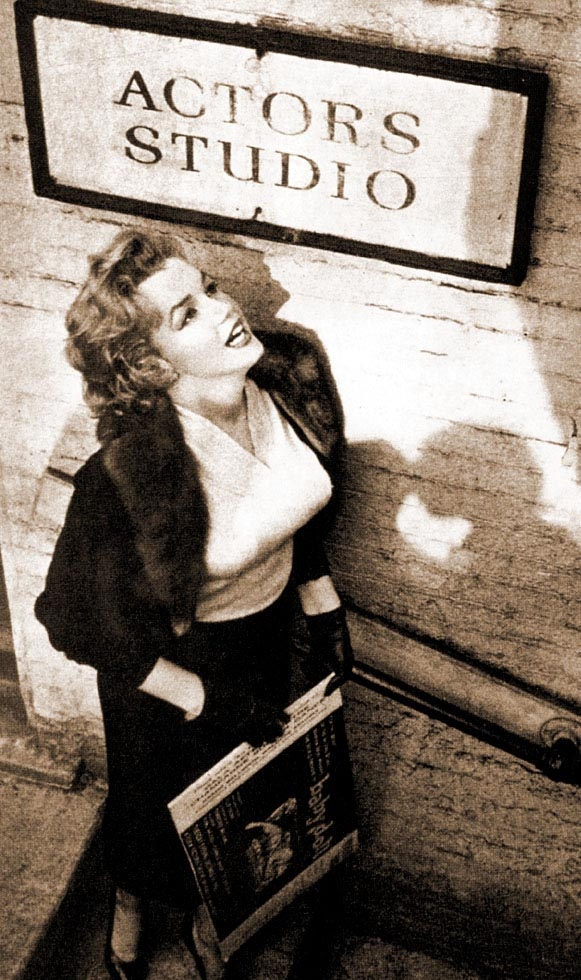
Мэрилин Монро в Актёрской студии Ли Страсберга (1955)

Завершив съёмки в фильме «Зуд седьмого года», в ноябре Монро покинула Голливуд и перебралась на восточное побережье, где совместно с Милтоном Грином основала продюсерскую компанию Marilyn Monroe Productions (MMP), сохранив за собой контрольный пакет акций. Этот шаг впоследствии назвали важным этапом на пути к упадку студийной системы. Объявляя о создании компании в январе 1955 года, Мэрилин заявила, что устала играть роль секс-символа в однотипных проектах: «У всего есть предел. Я хочу делать что-то лучшее. То, чего зрители от меня не ждут». Монро высказывала намерение экранизировать свой любимый роман — «Братьев Карамазовых» Фёдора Достоевского, сыграв в нём роль мечты — Грушеньку Светлову. Однако из-за банкротства MMP актриса не успела выкупить права на экранизацию: это сделала студия MGM, а роль Грушеньки в одноимённом фильме 1958 года исполнила Мария Шелл. Монро тяжело переживала, что потеряла роль, но положительно отозвалась о работе Шелл.  Актриса обвинила студию 20th Century Fox в нарушении контракта, утверждая, что ей не был выплачен обещанный бонус в размере 100 тысяч долларов. Это привело к затяжному юридическому конфликту. Попытки Монро заявить о себе как о продюсере стали объектом насмешек в прессе. В комедийной бродвейской постановке 1955 года «Испортит ли успех Рока Хантера?» Джейн Мэнсфилд пародировала Монро, изображая глуповатую кинозвезду, решившую основать собственную киностудию.
После основания MMP Монро переехала на Манхэттен и начала брать уроки драматического искусства у Констанс Колльер и посещать семинары в Актёрской студии Ли Страсберга. Постепенно она сблизилась со Страсбергом и его женой Полой, предпочитая частные занятия, так как чувствовала себя неуверенно на групповых уроках. Их связь стала настолько тесной, что актриса ощущала себя частью их семьи. Монро прекратила сотрудничество с Наташей Лайтесс и стала заниматься с Полой  Страсберг. Личные и деловые отношения с Ли Страсбергом были значимы для Монро и продолжались до её смерти. По его совету актриса начала посещать психоаналитика — Страсберг считал, что актёр должен осмысленно переживать личные травмы и использовать их в работе.
Монро продолжала встречаться с Джо Ди Маджо до июня 1955 года. Тем же летом у неё начался роман с драматургом Артуром Миллером. Их отношения стали серьёзными в октябре 1955 года, когда актриса официально развелась, а Миллер расстался с супругой ради Монро. Руководство студии пыталось уговорить Мэрилин прекратить отношения, поскольку Миллер находился под следствием ФБР из-за подозрений в связях с коммунистами и был вызван на слушания Комиссии по расследованию неамериканской деятельности. Однако актриса отказалась подчиниться. Вскоре ФБР открыло на неё дело, подозревая возможную причастность к леворадикальным группам, однако никаких доказательств найдено не было.
К концу года Монро и студия достигли соглашения о новом семилетнем контракте. Поскольку продюсерская компания актрисы не могла самостоятельно финансировать фильмы, 20th Century Fox согласилась на совместное производство проектов. Согласно договору, Монро должна была сняться в четырёх фильмах студии в течение семи лет. За каждый фильм она получала гонорар в 100 тысяч долларов, а также была наделена правом самостоятельно выбирать сценарии, режиссёров и операторов. Контракт позволял ей после каждого фильма для 20th Century Fox снимать один проект от своей собственной компании.

### 1956—1959: Признание критиков и брак с Артуром Миллером

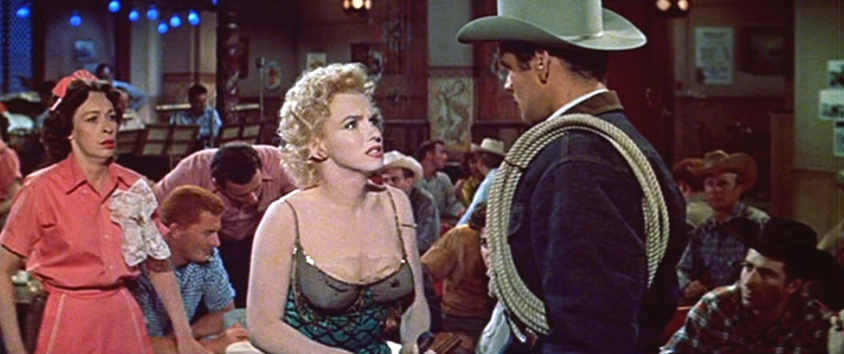
Айлин Хекарт, Мэрилин Монро и Дон Мюррей в фильме «Автобусная остановка» (1956)

В начале 1956 года Монро объявила о своей победе над 20th Century Fox. 23 февраля 1956 года она официально изменила имя на Мэрилин Монро. Пресса благожелательно освещала её решение вступить в борьбу со студией. Так, журнал Time назвал её «проницательной деловой женщиной», а Look предсказал, что эта победа станет «примером противостояния личности и толпы на долгие годы». В то же время её роман с Артуром Миллером вызвал негативные отклики в прессе — в частности, обозреватель Уолтер Уинчелл язвительно замечал, что «самая известная белокурая кинозвезда Америки теперь любимица левой интеллигенции».
В марте Монро приступила к съёмкам комедийной драмы «Автобусная остановка» — первого фильма по новому контракту. Она исполнила роль Шери, певицы из салуна, чьи мечты о славе осложняются навязчивым вниманием влюблённого в неё наивного ковбоя, которого сыграл Дон Мюррей. Для этой роли актриса освоила озаркский акцент, сознательно пела и танцевала неровно, а также отказалась от привычного гламурного образа — выбрала простой грим и костюмы из студийного гардероба. Режиссёр бродвейских постановок Джошуа Логан согласился возглавить съёмки, несмотря на первоначальные сомнения в актёрских способностях Монро и осведомлённость о её непростом характере. Съёмки проходили в Айдахо и Аризоне, где Монро, как глава своей кинокомпании MMP, формально считалась руководящей фигурой, имея решающее слово в ключевых вопросах. Логан подстраивался под её хронические опоздания и навязчивое стремление к совершенству, которое негативно сказывалось на съёмочном процессе. Этот опыт изменил восприятие Монро в глазах Логана: впоследствии он сравнил её с Чарли Чаплином, отметив её уникальное дарование объединять комедийное и трагическое начало, и назвал её одной из самых недооценённых личностей в истории.

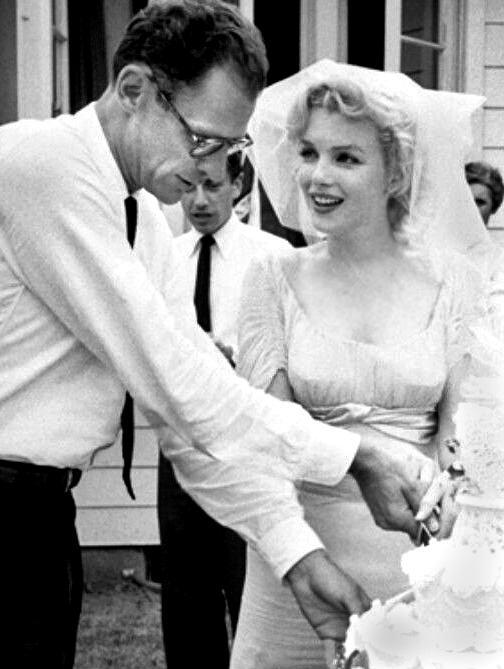
Мэрилин Монро и Артур Миллер на своей свадьбе, 29 июня 1956 года

29 июня 1956 года Монро и Миллер поженились на гражданской церемонии, которая длилась всего четыре минуты и состоялась в окружном суде Вестчестера в Уайт-Плейнсе, штат Нью-Йорк. Два дня спустя прошло еврейское бракосочетание в доме Кей Браун, литературного агента Миллера, в Уакабуке. После свадьбы Мэрилин приняла иудаизм, что привело к запрету её фильмов в Египте. Из-за имиджа Монро как секс-символа и репутации Миллера как интеллектуала их союз воспринимался прессой странным и контрастным, в частности издание Variety вышло с заголовком: «Эрудит женился на песочных часах».
В августе состоялась премьера «Автобусной остановки», и фильм получил восторженные отклики как от зрителей, так и от критиков. Журнал The Saturday Review of Literature писал, что «игра актрисы убедительно развеяла представление о ней как о простой гламурной звезде», а кинокритик The New York Times Босли Краузер заявил: «Держитесь за свои кресла — вас ждёт потрясающий сюрприз. Мэрилин Монро наконец доказала, что она актриса». За эту роль она была номинирована на премию «Золотой глобус» в категории «Лучшая женская роль — комедия или мюзикл».
В августе Монро также приступила к работе над первым фильмом, созданным её собственной продюсерской компанией. Романтическая комедия «Принц и танцовщица» снималась на студии Pinewood в Англии и была основана на пьесе Теренса Реттигена «Спящий принц» (1953). Лоренс Оливье не только выступил режиссёром и сопродюсером проекта, но и сыграл главную мужскую роль. Съёмочный процесс был осложнён постоянными конфликтами между Оливье и Монро. Оливье, который ранее исполнял свою роль и в оригинальной театральной постановке, обращался с Монро пренебрежительно и раздражал комментариями вроде: «Всё, что вам нужно делать — это быть сексуальной». Он требовал, чтобы Мэрилин копировала манеру игры Вивьен Ли, ранее воплотившей этот образ в театре. Его также раздражало постоянное присутствие наставницы Монро — Полы Страсберг, которая помогала ей в проработке персонажа. В ответ на давление и грубость со стороны Оливье, Мэрилин стала демонстрировать упрямство, часто опаздывала и отказывалась уступать. Она объясняла своё поведение так: «Если вы не уважаете актёров, они не смогут работать должным образом».

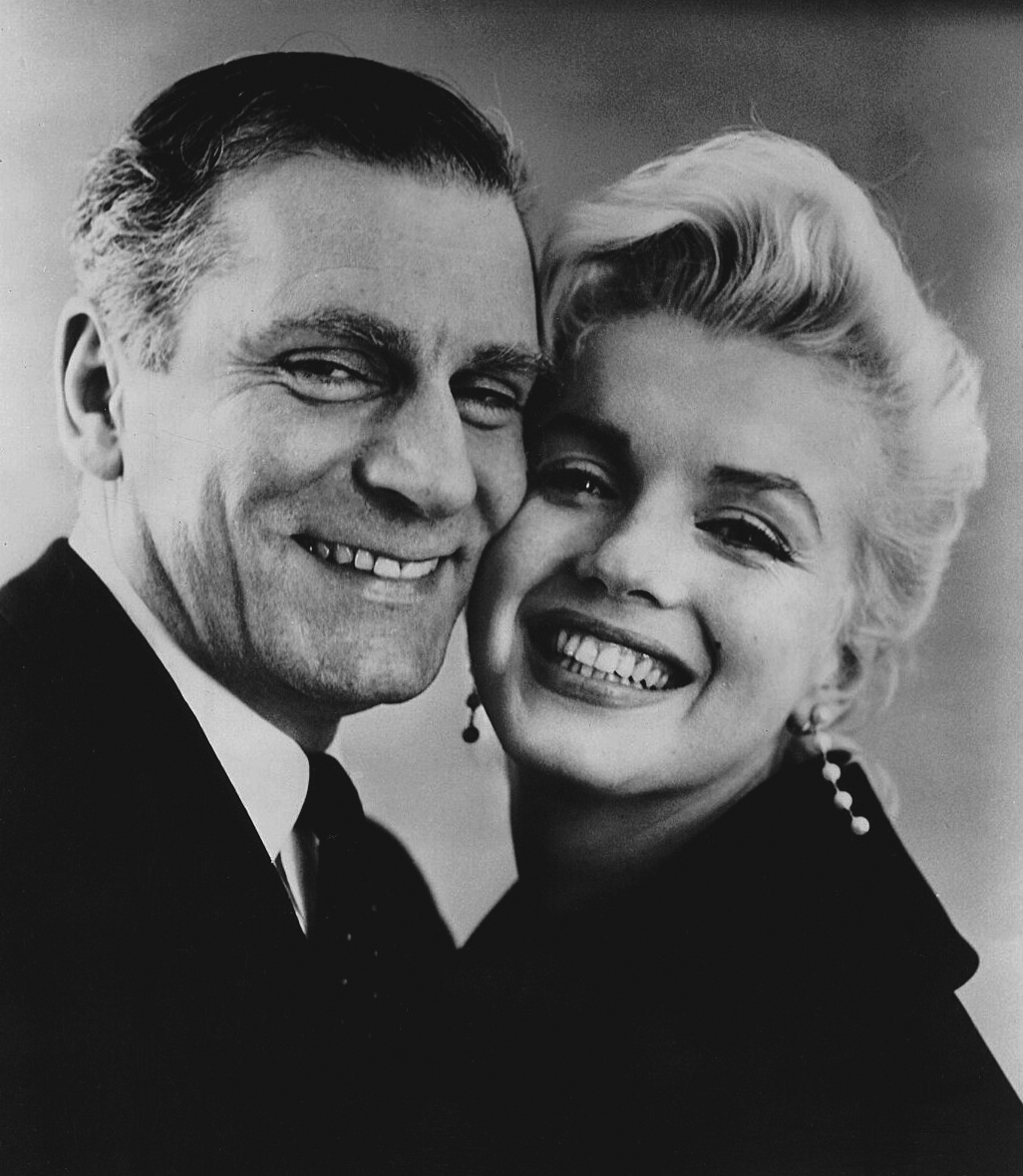
Лоренс Оливье и Мэрилин Монро на пресс-конференции фильма «Принц и танцовщица» (1957)

Во время съёмок у Монро возникли и другие сложности. У неё обострилась зависимость от наркотиков, а беременность закончилась выкидышем. Она часто ссорилась с Милтоном Грином из-за будущего компании Marilyn Monroe Productions. Несмотря на эти трудности, съёмки удалось завершить в срок. Премьера картины состоялась в июне 1957 года, она получила смешанные отзывы критиков и не снискала популярности у американской аудитории. Однако в Европе её приняли гораздо теплее: за роль в фильме Монро была удостоена итальянской кинопремии «Давид ди Донателло», французской премии «Хрустальная звезда» и получила номинацию на BAFTA.
После возвращения в США актриса взяла 18-месячный перерыв в карьере, чтобы сосредоточиться на семейной жизни. Монро и Миллер проводили время попеременно в Нью-Йорке, Коннектикуте и на Лонг-Айленде. В середине 1957 года Мэрилин забеременела, но беременность оказалась внематочной и была прервана, а спустя год она пережила выкидыш; её проблемы с деторождением были связаны с эндометриозом, который мучил её на протяжении всей жизни. Вскоре после этого актриса оказалась в больнице из-за передозировки наркотиков. В это же время она разорвала партнёрство с Милтоном Грином, выкупив его долю в их продюсерской компании.

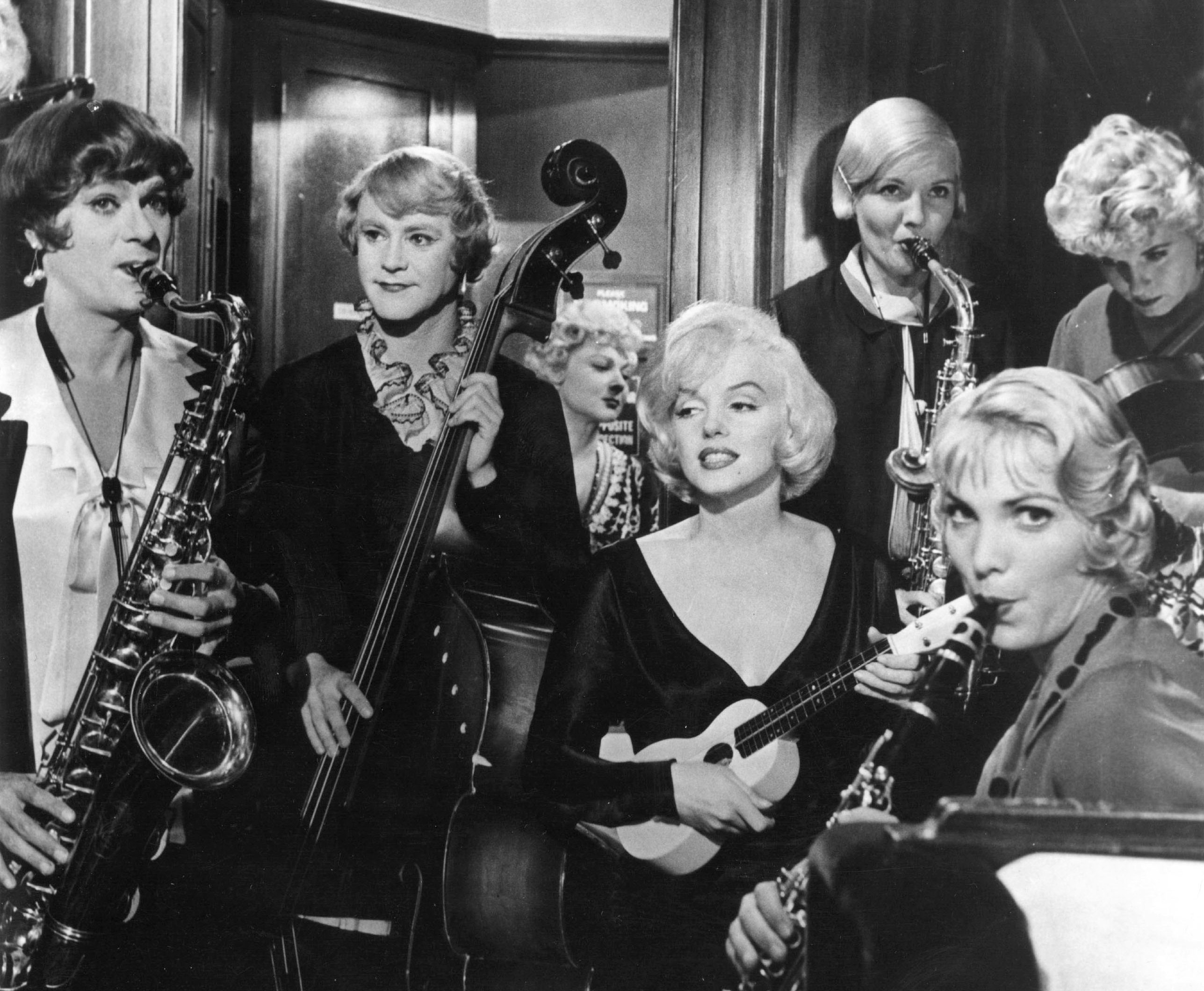
Мэрилин Монро, Тони Кёртис и Джек Леммон во время съёмок фильма «В джазе только девушки» (1959)

Летом 1958 года Мэрилин вернулась в Голливуд и начала сниматься в криминальной комедии Билли Уайлдера «В джазе только девушки», где её партнёрами были Джек Леммон и Тони Кёртис. Хотя ей вновь предложили типичный образ «глупой блондинки», она согласилась на роль благодаря поддержке Миллера и дополнительному условию в контракте — 10 % от прибыли фильма. Съёмки были настолько трудными, что со временем стали почти легендарными. Монро требовала многочисленных дублей и с трудом запоминала даже простые реплики. Кёртис с иронией замечал, что целовать её было всё равно что «целовать Гитлера» из-за повторов. Сама Мэрилин сравнивала съёмочный процесс с тонущим кораблём. В письме другу Норману Ростену актриса писала: «Зачем мне беспокоиться? У меня нет фаллического символа, который можно потерять», намекая на мужское самолюбие актёров, игравших в фильме женщин . Сложности на съёмках были связаны и с разногласиями между актрисой и режиссёром. Они не сошлись в понимании образа, и Монро настаивала на правке сцен, что усиливало её сценическую тревожность. По некоторым сведениям, она намеренно портила дубли, чтобы сыграть эпизоды в своей интерпретации.
В конечном итоге Уайлдер остался доволен игрой Монро, заявив: «Запомнить текст может любой, но только настоящий артист способен выйти на съёмочную площадку, не зная ни одной реплики — и всё же сыграть так, как сыграла она». Фильм вышел в марте 1959 года и, несмотря на трудности съёмок, получил восторженные отзывы и стал крупным коммерческим успехом. За роль Душечки актриса получила свою единственную премию «Золотой глобус» в категории «Лучшая женская роль — комедия или мюзикл». Журнал Veriety назвал её «комедианткой с тем сочетанием обаяния, сексапильности и безупречного чувства ритма, которое невозможно превзойти». По результатам опросов BBC, Американского института киноискусства и Sight & Sound, картина «В джазе только девушки» признана одним из величайших фильмов в истории кино. Также это был единственный фильм с её участием, который вышел в советский кинопрокат.

### 1960—1962: Спад карьеры и личные трудности

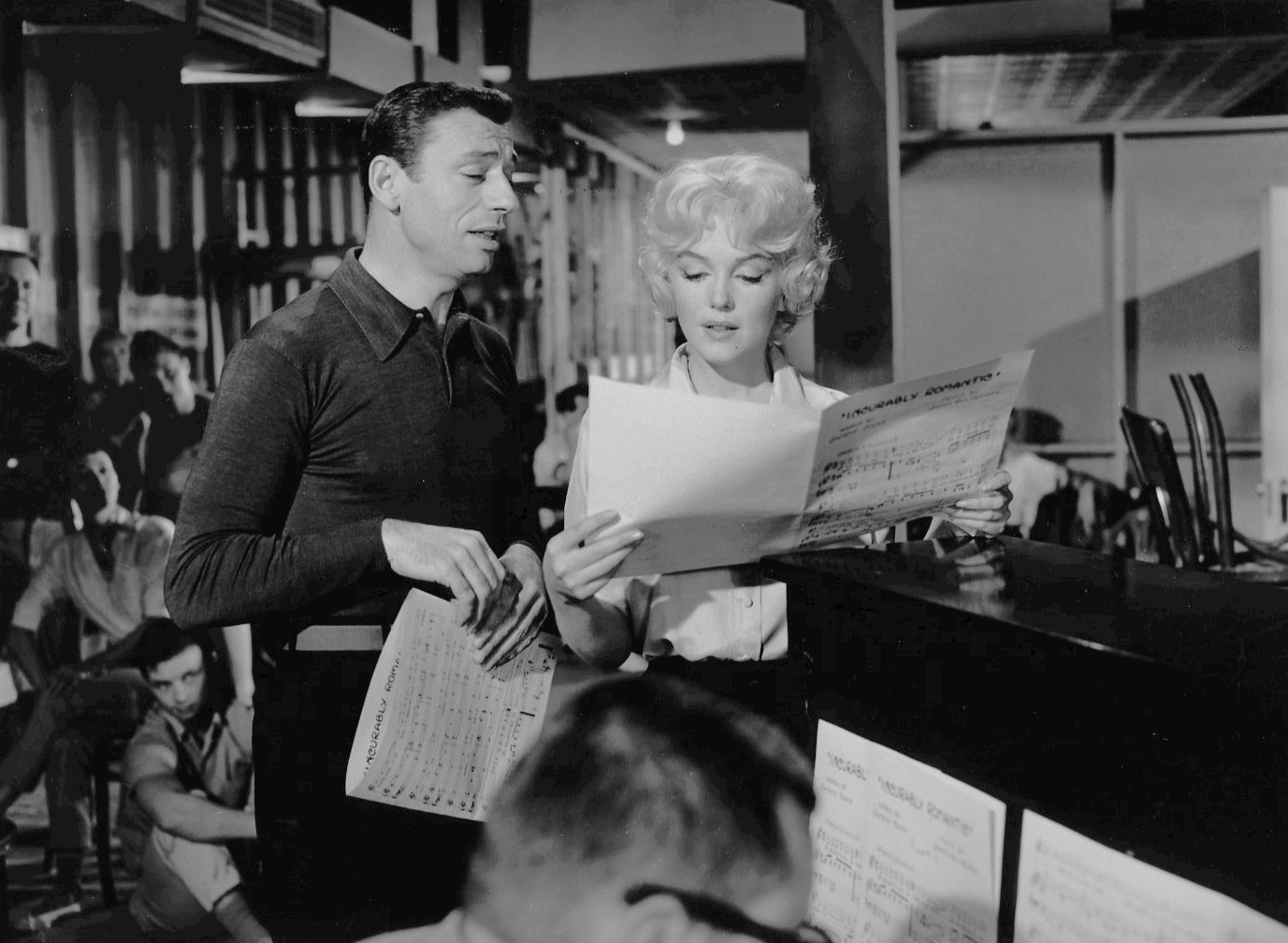
Ив Монтан и Мэрилин Монро в музыкальной комедии «Займёмся любовью» (1960)

После съёмок «В джазе только девушки» Монро взяла перерыв в карьере до конца 1959 года. Вернувшись в Голливуд, она исполнила главную роль в музыкальной комедии «Займёмся любовью». Мэрилин настояла, чтобы фильм поставил режиссёр Джордж Кьюкор и попросила мужа, Артура Миллера, доработать сценарий, который казался ей слабым. Актриса высказывала недовольство проектом, однако согласилась участвовать из-за контрактных обязательств. Впоследствии Монро охарактеризовала эту роль как самую неудачную в своей карьере. Съёмки откладывались из-за её нестабильного поведения, опозданий и внезапных исчезновений. Роман Монро с партнёром по фильму Ивом Монтаном стал сенсацией в прессе и активно использовался в рекламной кампании фильма. Он был выпущен в сентябре 1960 года, провалился в прокате и был холодно принят критиками: Босли Краузер назвал Монро «неопрятной» и отметил, что в ней больше нет прежней энергии и обаяния, а Хедда Хоппер охарактеризовала фильм «самым вульгарным в её карьере». В том же году Трумен Капоте предложил актрисе роль Холли Голайтли в экранизации своей повести «Завтрак у Тиффани» (1958), но студия Paramount не хотела иметь дела с Монро — на роль утвердили Одри Хепбёрн, что вызвало негодование Капоте.

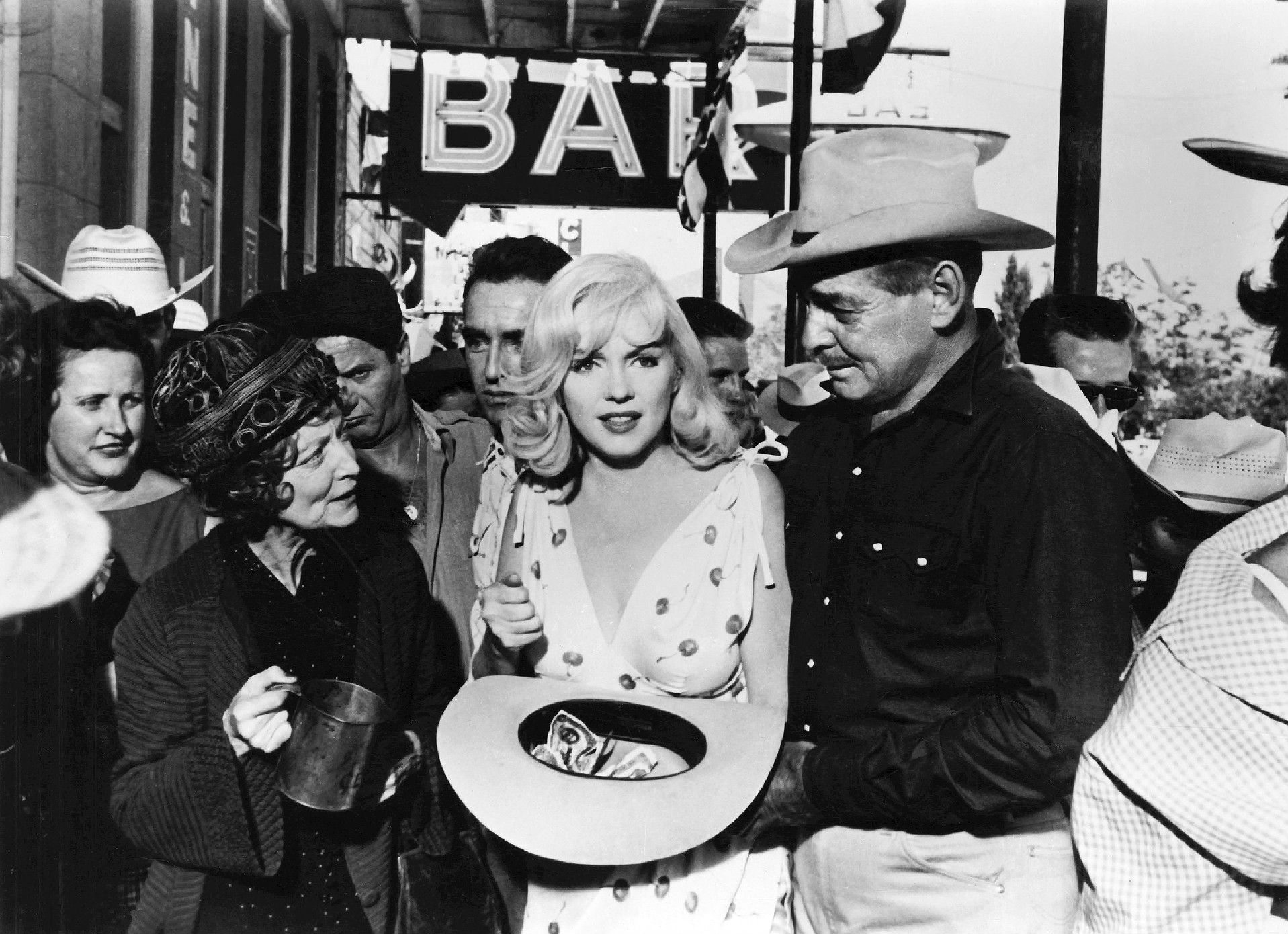
Мэрилин Монро, Кларк Гейбл, Монтгомери Клифт, Илай Уоллак и Эстель Винвуд в фильме «Неприкаянные» (1961)

Последней актёрской работой Монро стал драматический вестерн Джона Хьюстона «Неприкаянные» (1961). Сценарий был написан Артуром Миллером специально для Монро, чтобы она могла раскрыться в серьёзной драматической роли. Мэрилин сыграла Розлин Тэйбер — недавно разведённую женщину, подружившуюся с тремя пожилыми ковбоями и женщиной, сопровождавшей бракоразводные процессы. Её партнёрами по фильму стали Кларк Гейбл, Илай Уоллак, Монтгомери Клифт и Телма Риттер. Съёмки в пустыне Невады, проходившие с июля по ноябрь 1960 года, оказались особенно тяжёлыми. К тому моменту брак Монро и Миллера фактически распался; вскоре драматург начал отношения с фотографом Инге Морат. Мэрилин угнетала мысль о том, что Артур частично списал главную героиню с неё самой. Она также считала, что её героине отведено второстепенное место на фоне мужских персонажей. Миллер переписывал сценарий накануне съёмок, что усиливало раздражение Монро и провоцировало конфликты с ним и съёмочной группой. Сильные боли, вызванные камнями в жёлчном пузыре, и прогрессирующая наркотическая зависимость подорвали её здоровье. Состояние было настолько тяжёлым, что восстановление занимало несколько дней. Грим наносили даже тогда, когда она оставалась под действием препаратов, а в экстренных случаях её приводили в сознание холодной водой. После очередной передозировки Монро в августе, съёмки были остановлены для того, чтобы она могла пройти курс детоксикации в больнице Лос-Анджелеса. Тем не менее, Хьюстон позже высоко оценил её работу: «Она не изображала эмоции — это было искренне. Она забиралась вглубь себя, находила нужную эмоцию и поднимала её в сознание».
Монро подала на развод с Миллером сразу после окончания съёмок, и в январе 1961 года он был официально оформлен в Мексике. Фильм «Неприкаянные» вышел в прокат в следующем месяце, но не имел коммерческого успеха и получил смешанные отзывы. В частности, журнал Variety отметил, что повествование лишено чёткости и целостности, а Босли Краузер назвал Монро «совершенно пустой и непонятной», добавив: «К несчастью для структуры фильма, центр тяжести повествования смещён в её сторону». Постепенно лента обрела статус значимого произведения в кинокарьере актрисы. Джефф Эндрю из Британского института кино назвал «Неприкаянных» классикой, а исследователь творчества Хьюстона Тони Трейси отмечал, что роль Розлин может рассматриваться как наиболее зрелая актёрская работа Монро. Джеффри Макнаб из The Independent указывал на незаурядность её исполнения, особенно в сценах, где героиня проявляет сочувствие — как к лошадям, так и к ковбоям, оказавшимся в уязвимом положении.

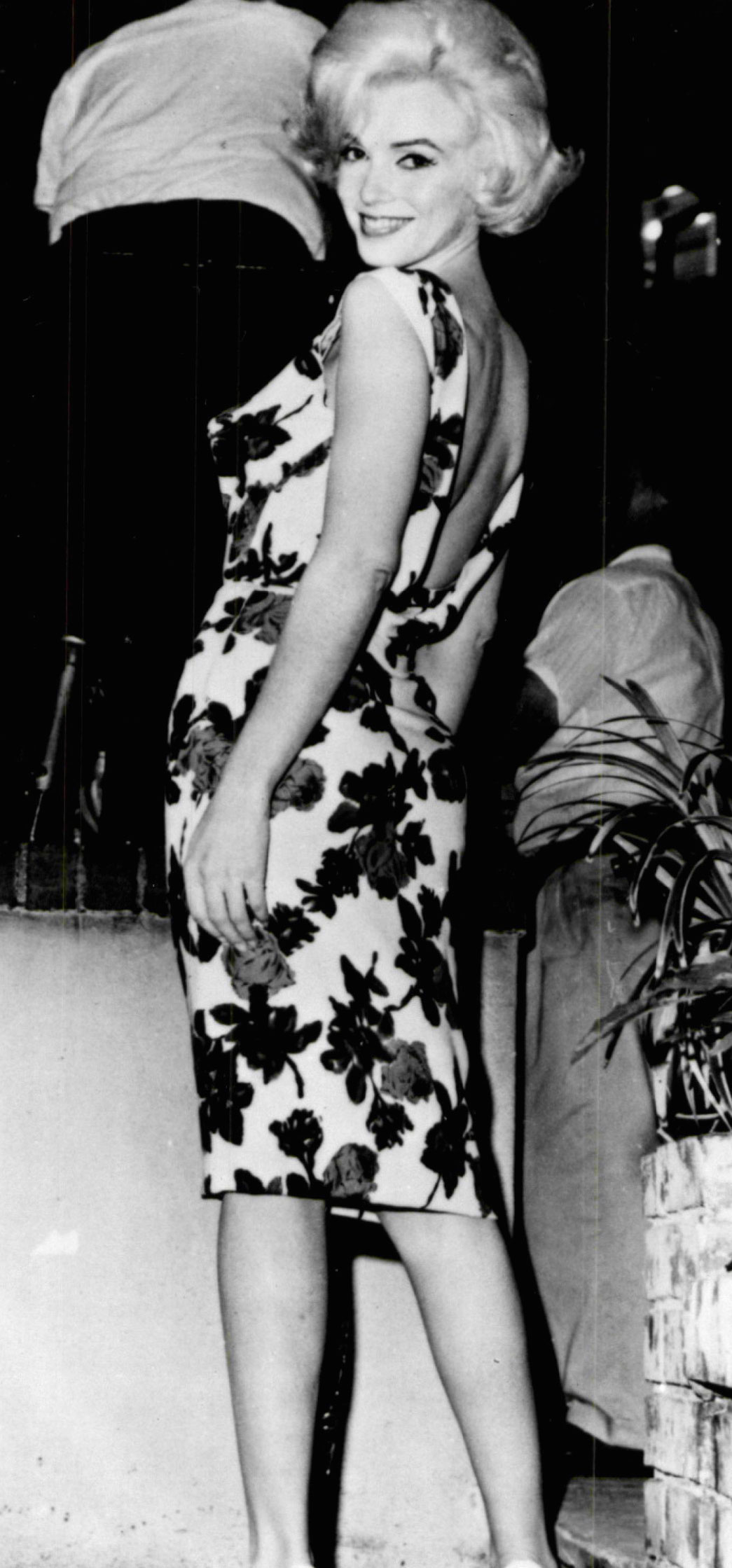
Мэрилин Монро во время съёмок фильма «Что-то должно случиться» (1962)

Весной 1961 года Монро рассматривала возможность участия в съёмках в телевизионной адаптации пьесы Уильяма Сомерсета Моэма «Дождь» для телеканала NBC. Однако проект был приостановлен после того, как руководство канала отклонило её просьбу утвердить Ли Страсберга в качестве режиссёра. После срыва съёмок актриса решила взять паузу в работе и сосредоточиться на восстановлении здоровья: она перенесла операцию по удалению жёлчного пузыря, проходила лечение от эндометриоза и провела четыре недели в психиатрической клинике, где проходила курс терапии от депрессии. Изначально она добровольно обратилась в клинику Пейн-Уитни, но была ошибочно помещена в отделение для пациентов с тяжёлыми психозами — в изолированную палату с мягкими стенами, из которой не могла ни перейти в другое отделение, ни покинуть учреждение. Спустя три дня при содействии бывшего мужа Джо Ди Маджо, с которым она возобновила отношения, Монро добилась перевода в Медицинский центр Колумбийского университета. В мае того же года актриса переехала в Калифорнию, а в начале 1962-го приобрела дом в Брентвуде — первое и единственное жильё, которое принадлежало ей на праве собственности. Именно там она провела последние месяцы жизни.
Весной 1962 года Мэрилин снова оказалась в центре внимания, получив премию «Золотой глобус» в категории «Любимая всемирная кинозвезда». В это же время она приступила к съёмкам фильма студии 20th Century Fox «Что-то должно случиться» — ремейка картины «Моя любимая супруга» (1940). Marilyn Monroe Productions выступила со-продюсером проекта, режиссёром вновь стал Джордж Кьюкор, а партнёрами Монро были Дин Мартин и Сид Чарисс. За несколько дней до начала съёмок у актрисы диагностировали острое воспаление носовых пазух. Несмотря на медицинские рекомендации отложить производство, студия отказалась переносить график — съёмки начались в конце апреля. Мэрилин была слишком больна, чтобы работать в ближайшие шесть недель, и хотя врачи подтверждали тяжесть её состояния, руководство студии публично обвиняло актрису в симуляции, усиливая давление. 19 мая она покинула съёмочную площадку, чтобы выступить с исполнением «Happy Birthday, Mr. President» в Мэдисон-сквер-гардене по случаю дня рождения президента Джона Ф. Кеннеди. Её появление в облегающем бежевом платье, расшитом шестью тысячами стразов и создававшем эффект наготы, произвело фурор. Этот поступок вызвал недовольство студии, ранее запретившей ей покидать съёмочную площадку независимо от причин.
В конце мая Монро исполнила сцену, где её героиня купалась обнажённой в бассейне. Для привлечения внимания к фильму студия пригласила прессу на съёмочную площадку. Фотографии, опубликованные в журнале Life, произвели сенсацию: это был первый случай, когда актриса первой величины позировала обнажённой на вершине своей карьеры. Вскоре после этого Монро вновь взяла больничный, и 20th Century Fox заявила, что не может позволить себе ещё один проект с нарушением графика, поскольку студия уже несла колоссальные убытки на производстве фильма «Клеопатра». 7 июня студия официально уволила актрису и подала на неё в суд, потребовав 750 тысяч долларов в качестве компенсации за понесённые убытки. На роль Монро была утверждена Ли Ремик, однако Дин Мартин наотрез отказался работать без Монро. В ответ 20th Century Fox подала иск против Мартина и приостановила съёмки. Студия обвинила Монро в срыве проекта и начала распространять слухи о её нестабильном психическом состоянии.

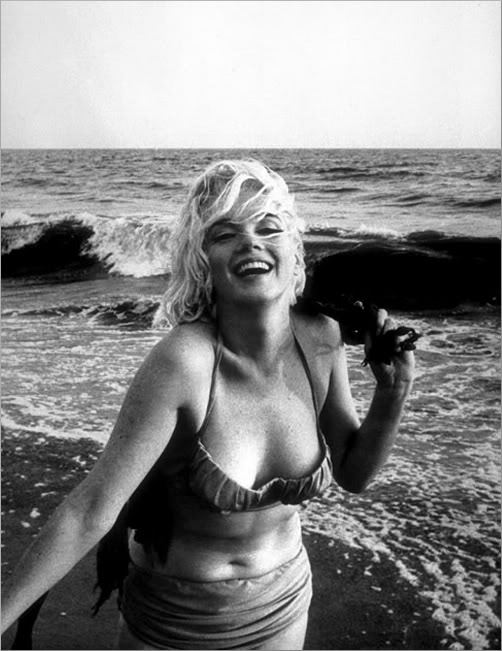
Одна из последних фотосессий Мэрилин Монро, проведённая Джорджем Баррисом за 23 дня до её смерти, июнь 1962

Спустя несколько недель после увольнения актрисы 20th Century Fox признала своё решение опрометчивым. В июне студия возобновила переговоры с Монро, а летом заключила с ней новый контракт. Согласно новому соглашению, планировалось возобновление съёмок фильма «Что-то должно случиться», а также актрисе предлагалась главная роль в чёрной комедии «Что за путь!». Кроме того, Монро выражала интерес к роли Джин Харлоу в биографической картине. Стремясь улучшить свою репутацию, актриса участвовала в рекламных кампаниях, дала интервью журналам Life и Cosmopolitan, а также провела первую фотосессию для Vogue. Для Vogue Монро и фотограф Берт Штерн создали две серии снимков — классическую модельную и откровенную, включавшую фотографии, на которых актриса предстала обнажённой. Фотографии были опубликованы уже после её смерти под названием «The Last Sitting».

## Смерть и похороны

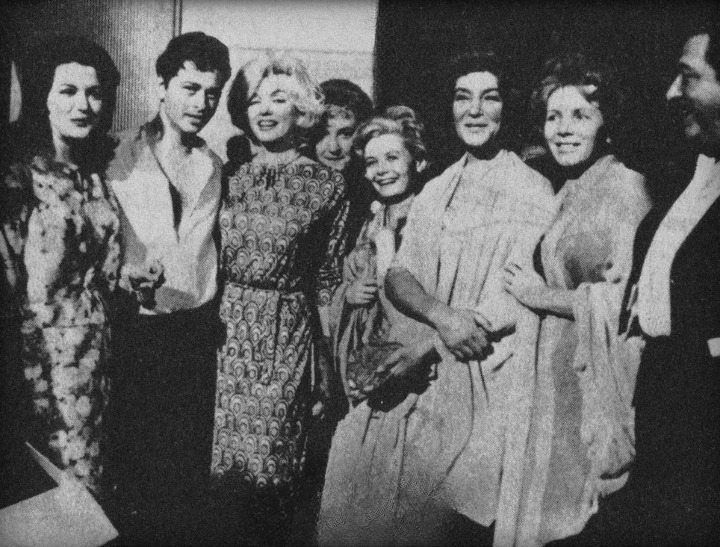
Монро (третья слева) с актёрами на съёмочной площадке фильма «Ангел-истребитель» во время её визита в Мексику в феврале 1962 года. Это одно из её последних публичных появлений

В последние месяцы жизни Монро проживала по адресу 12305 Fifth Helena Drive в районе Брентвуд города Лос-Анджелеса. Вечером 4 августа 1962 года в доме находилась её домработница, Юнис Мюррей. Около трёх часов ночи 5 августа Мюррей проснулась с тревожным предчувствием: она заметила свет, исходящий из-под двери спальни актрисы, но не смогла получить от неё ответа, а сама дверь оказалась запертой. Тогда Мюррей вызвала психиатра Монро, доктора Ральфа Гринсона, который вскоре прибыл на место и проник в спальню через окно. Он обнаружил Монро мёртвой: она лежала обнажённой на кровати, укрытая простынёй, с телефонной трубкой, зажатой в руке. Около 3:50 утра к дому прибыл лечащий врач актрисы, Хайман Энгельберг, который констатировал её смерть. В 4:25 утра было уведомлено полицейское управление Лос-Анджелеса.
Смерть Монро наступила в промежутке между 20:30 и 22:30 вечера 4 августа. Согласно токсикологическому заключению, причиной смерти стало острое отравление барбитуратами. В её крови было обнаружено 8 мг % хлоральгидрата и 4,5 мг % пентобарбитала (торговое название — Нембутал), а в печени — 13 мг % пентобарбитала. Рядом с кроватью нашли пустые бутылочки из-под лекарств. Возможность случайной передозировки была исключена, поскольку концентрация веществ в организме превышала смертельную дозу в несколько раз.

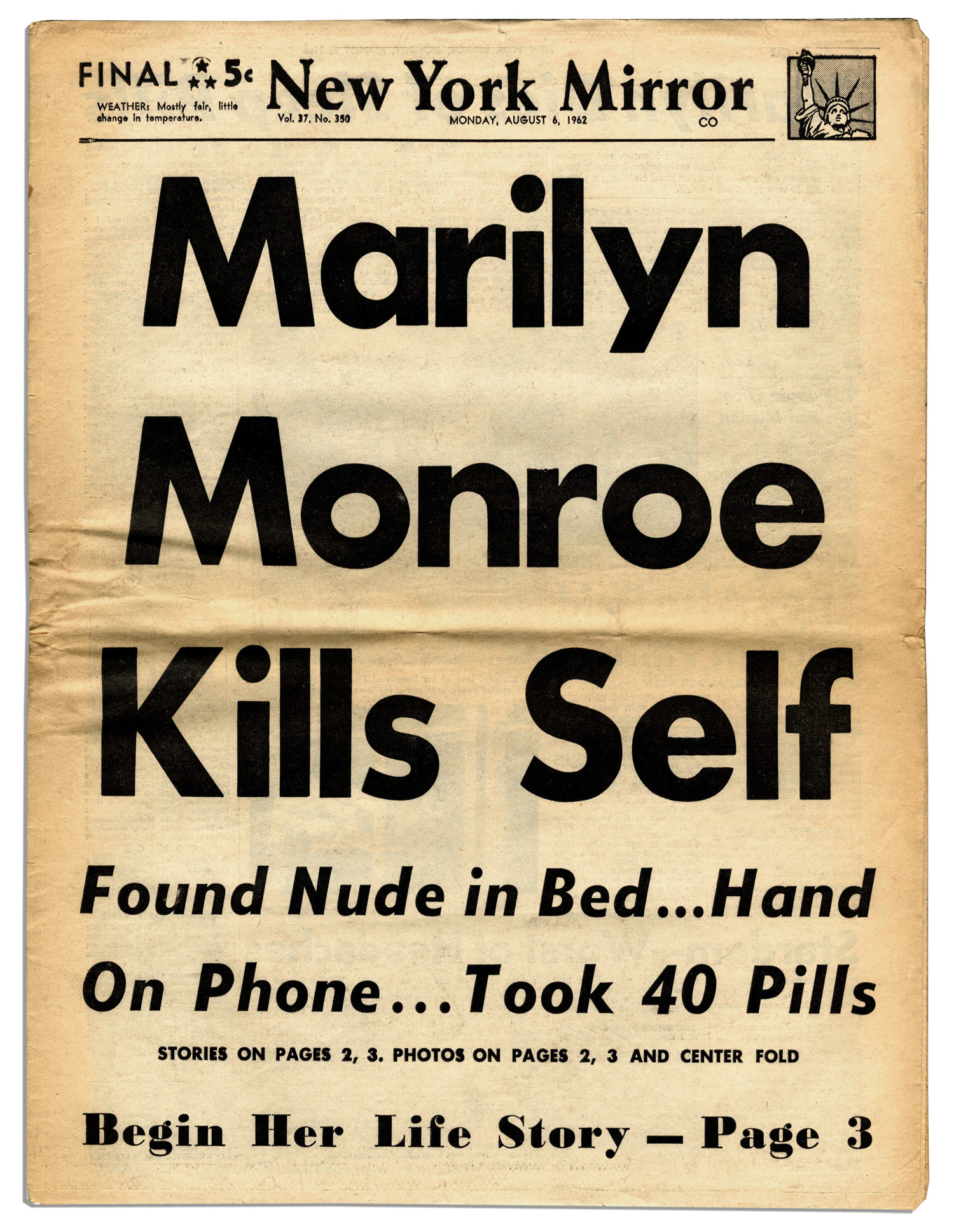
Первая публикация газеты «New York Mirror» (6 августа 1962 года)

В расследовании обстоятельств смерти актрисы офис коронера округа Лос-Анджелес получил поддержку от Команды по предотвращению самоубийств Лос-Анджелеса, обладавшей экспертными знаниями в области суицидов. По словам её лечащих врачей, Монро страдала от частых приступов тревоги и депрессии, а также резких перепадов настроения. За свою жизнь она неоднократно сталкивалась с передозировками и предпринимала попытки самоубийства. Учитывая эти факты, а также отсутствие признаков насильственного вмешательства, заместитель коронера Томас Ногучи классифицировал смерть Монро как вероятное самоубийство.
Мэрилин Монро была международной звездой, и известие о её смерти вызвало широкий резонанс в США и Европе. По словам историка кино Лоис Баннер, после её кончины уровень самоубийств в Лос-Анджелесе удвоился. Редакция Chicago Tribune сообщала о сотнях телефонных звонков от представителей прессы с просьбами предоставить информацию о произошедшем. Многие представители искусства отзывались о её смерти с горечью и сочувствием. Так, французский художник Жан Кокто отметил, что «её смерть должна стать страшным уроком для всех, кто делает своим ремеслом слежку и издевательства над кинозвёздами». Актёр Лоренс Оливье называл её жертвой шумихи и сенсаций, а режиссёр Джошуа Логан считал Монро «одной из самых недооценённых личностей в истории».

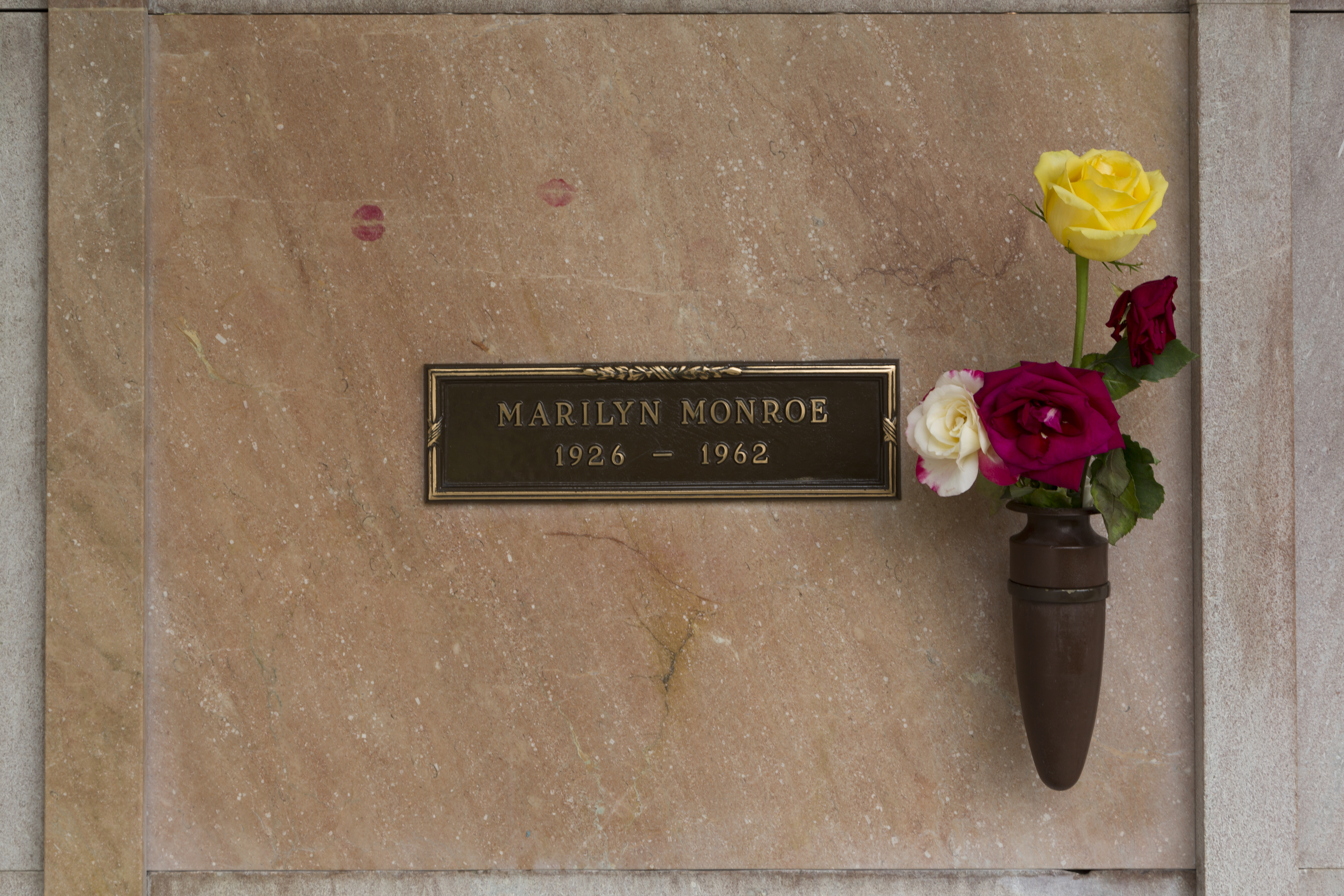
Склеп Мэрилин Монро на Вествудском кладбище

Похороны Мэрилин Монро состоялись 8 августа 1962 года на Вествудском кладбище в Лос-Анджелесе и носили закрытый характер — присутствовать могли лишь самые близкие. Прощание организовали сестра актрисы Бернис, Джо Ди Маджо и его бизнес-менеджер Инез Мелсон. Из всех бывших супругов актрисы на церемонии присутствовал только Ди Маджо. Он запретил присутствие представителей семьи Кеннеди и большинства звёзд Голливуда, заявив: «Передайте им, что если бы не они, Мэрилин всё ещё была бы здесь». Актрису похоронили в её любимом зелёном платье от Эмилио Пуччи и шарфе в тон. Двойной бронзовый гроб был украшен розами и шёлком цвета шампанского. Отпевание провёл лютеранский пастор преподобный Э. Дж. Солдан. Во время службы были прочитаны (в масоретской нумерации) Псалом 23, 14 глава Книги Иова, выдержки из Псаломов 46 и 139, включая 14 стих 139 Псалома «Как дивно она была устроена Творцом». Звучала Симфония № 6 Петра Чайковского и — по просьбе самой Монро — звучала запись песни «Над радугой» в исполнении Джуди Гарленд. Во время прощания Джо Ди Маджо был потрясён, плакал, целовал тело покойной и повторял: «Я люблю тебя. Я люблю тебя». Хотя церемония была закрытой, тысячи людей собрались у кладбища, чтобы проститься с актрисой. Мэрилин Монро была предана покою в склепе под № 24 на Вествудском кладбище.
В последующие десятилетия были выдвинуты различные конспирологические теории, согласно которым причиной смерти Монро могли быть убийство или случайная передозировка, что противоречило официальной версии о самоубийстве. Широкую огласку предположение об убийстве получило после публикации книги Нормана Мейлера «Мэрилин: Биография» в 1973 году, а в последующие годы тема приобрела настолько огромную популярность, что в 1982 году окружной прокурор Лос-Анджелеса Джон Ван де Камп провёл предварительное расследование с целью определить, имеются ли основания для возбуждения уголовного дела. Доказательств насильственной смерти обнаружено не было.

## Личная жизнь
Расхожее мнение о многочисленных любовных связях Монро является преувеличением. Личная жизнь актрисы всегда вызывала общественный интерес, и журналисты нередко приписывали ей несуществующие романы. Слухи о якобы сделанных ею абортах также не нашли подтверждения. Монро часто становилась объектом мифов и домыслов: фотографии и видеозаписи с другими женщинами порой выдавались за её собственные. В 1952 году, когда её имя только начинало набирать популярность в Голливуде, обнажённые фотографии модели Арлин Хантер пытались выдать за снимки Монро. Актриса подала в суд, и её адвокаты доказали, что это не она изображена на фотографиях. Годы спустя после её смерти на аукцион был выставлен порнофильм с участием другой актрисы, который ошибочно приписали Монро.
Со временем многие пытались представить себя близкими друзьями или возлюбленными Монро. Среди них — Марлон Брандо и Тони Кёртис, которые в своих мемуарах утверждали, что состояли с ней в романтических отношениях. Журналист Роберт Слэтцер даже заявлял, что они тайно поженились и оставались друзьями до самой её смерти, однако эта история не получила подтверждения и впоследствии была признана вымышленной. Согласно воспоминаниям, единственная их встреча произошла во время съёмок фильма «Ниагара», где он попросил у неё автограф и сделал снимок. Более того, в день, который он называл датой их «свадьбы», Монро находилась в гостях у своей подруги.

### Браки
Первым мужем Нормы Джин Мортенсон стал моряк, а затем полицейский Джеймс Догерти, за которого она вышла замуж в 16 лет, чтобы избежать возвращения в приют. Брак продлился четыре года и распался из-за различия жизненных устремлений: Норма Джин мечтала о карьере, тогда как её муж хотел, чтобы она осталась домохозяйкой. Спустя годы Монро вспоминала: «Я не чувствовала ни горя, ни радости от этого брака. Мы редко разговаривали, и дело было не в ссорах, а в том, что нам попросту не о чем было говорить. Я умирала от скуки».

Мэрилин Монро вместе со своим вторым мужем Джо Ди Маджо (1953)

В феврале 1952 года Мэрилин начала встречаться с всемирно известным бейсболистом итало-американского происхождения Джо Ди Маджо. Спустя два года, 14 января 1954 года, они тайно поженились в Сан-Франциско. Вскоре Ди Маджо стал проявлять крайнюю ревность и настаивал, чтобы Монро завершила карьеру и сосредоточилась на семейной жизни. По воспоминаниям близких к паре людей, в их отношениях имели место вспышки агрессии, а сама актриса не раз появлялась на съёмочной площадке в подавленном состоянии, со следами слёз и физического воздействия. Через девять месяцев она подала на развод, указав в качестве причины жестокое обращение. Несмотря на бракоразводный процесс, их отношения продолжались до середины 1955 года. Ди Маджо не прекращал заботится о ней: именно он организовал её похороны и в течение двадцати лет каждую неделю приносил розы к её могиле.
После окончательного расставания с Джо Ди Маджо в июне 1955 года, Мэрилин начала встречаться с драматургом Артуром Миллером. Они познакомились ещё в 1951 году во время съёмок фильма «Моложе себя и не почувствуешь» и в течение нескольких лет поддерживали переписку. Их следующая встреча состоялась в 1955 году на студии, где Монро проходила кинопробы. Позднее она вспоминала: «В тот вечер на площадке я старалась как могла. Никогда не забуду, как он сказал, что мне нужно играть в театре. Тогда все засмеялись, но он повторил: „Нет-нет, серьёзно“. В его тоне была такая человечность. Он обращался со мной как с равной, и это для меня было самым главным». В октябре 1955 года Монро и Миллер объявили, что находятся в отношениях, а их свадьба состоялась 29 июня 1956 года. Спустя некоторое время в их браке начали проявляться сложности. Миллер записал в дневнике: «Ты ведёшь себя как ребёнок. Я тебе не слуга, паршивая ты сплетница, не заслуживающая того, что имеешь в жизни». По словам очевидцев, актриса случайно обнаружила эту запись, что стало причиной серьёзного конфликта. За годы брака Мэрилин пережила несколько неудачных беременностей, в том числе внематочную. В январе 1961 года супруги развелись после пяти лет брака.

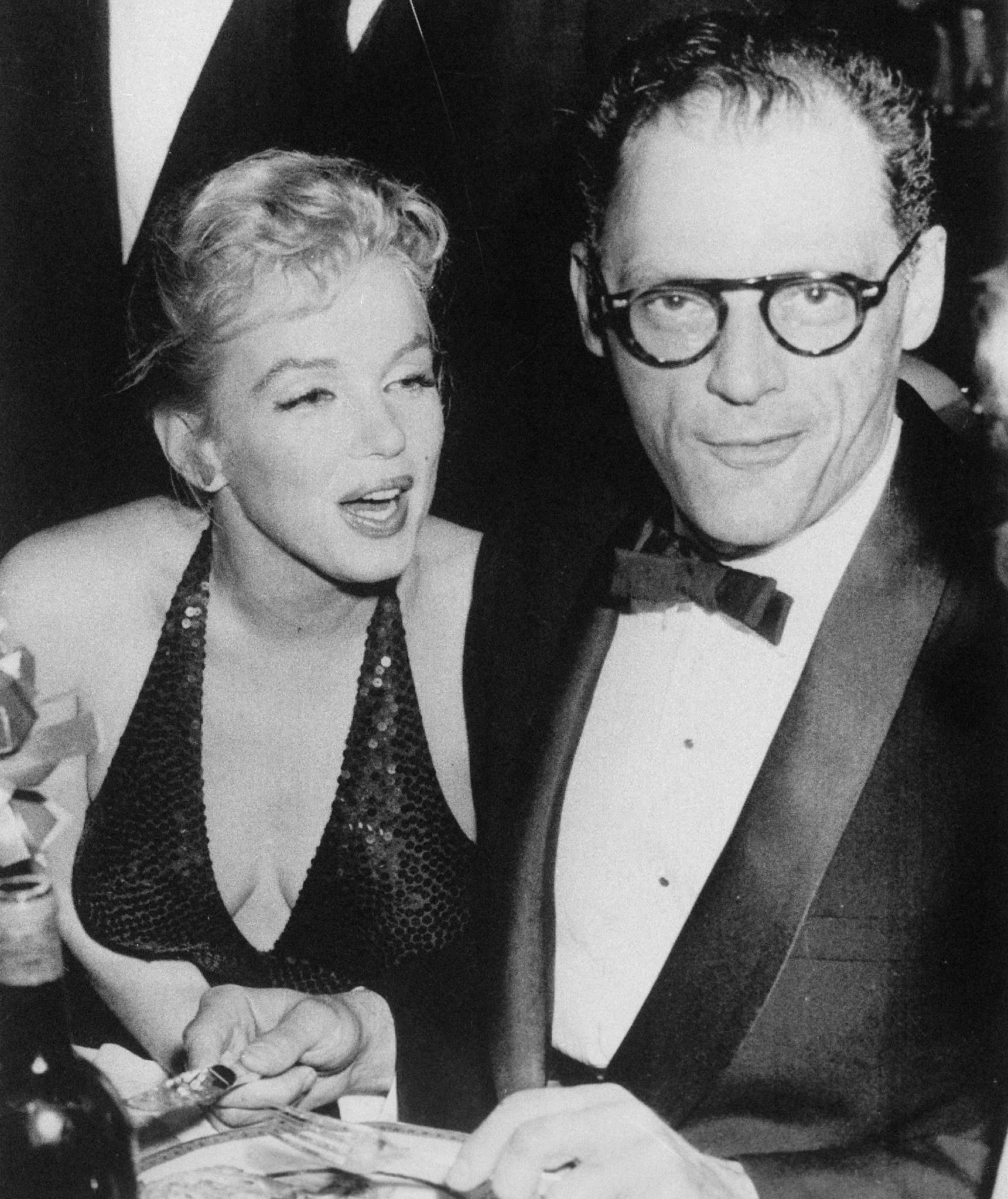
Мэрилин Монро и её третий муж Артур Миллер (1957)

В последние годы жизни Мэрилин вновь сблизилась с Джо Ди Маджо. В начале 1960-х они вместе проводили время во Флориде. В интервью она говорила: «Нам просто хорошо вместе. Джо никогда не бросит меня в беде, но прежней любовной искры между нами уже нет. Мы понимаем друг друга лучше, чем когда-либо». По некоторым сведениям, Монро и Ди Маджо планировали повторно вступить в брак осенью 1962 года, однако никаких документальных подтверждений этому не сохранилось.

### Роман с 35-м президентом США Джоном Фицджералдом Кеннеди

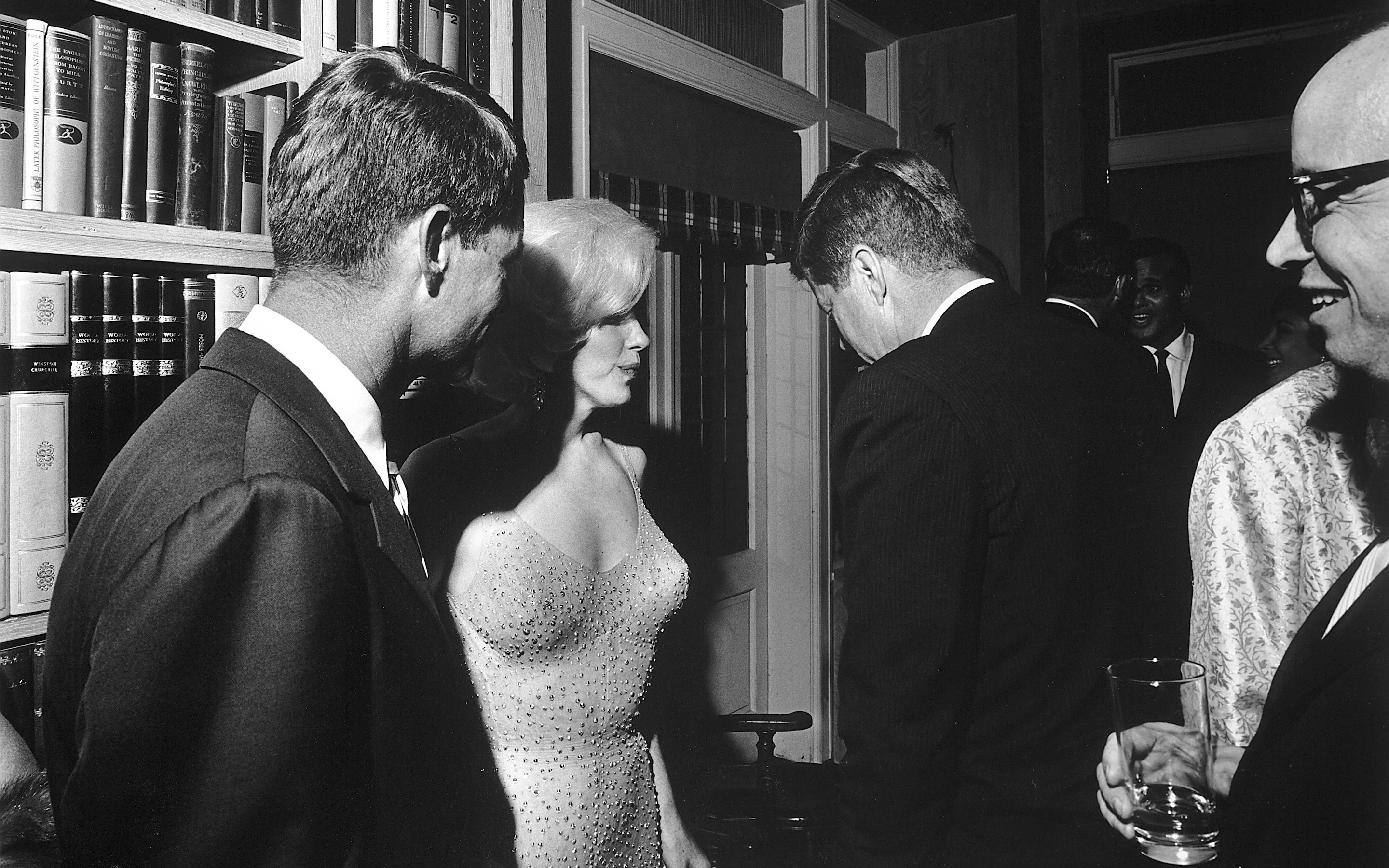
Единственная подлинная фотография Мэрилин Монро с обоими братьями Кеннеди, сделанная 19 мая 1962 года

Существует множество неподтверждённых слухов о романе актрисы с 35-м президентом США Джоном Ф. Кеннеди. Эта тема остаётся предметом споров — от обсуждений возможных личных отношений до различных теорий заговора. Большинство биографов Монро сходятся во мнении, что их знакомство состоялось в 1961 году благодаря общим друзьям. Со временем многие, включая лиц из ближнего круга актрисы, выступали с сенсационными заявлениями, однако ни одно из них не было подтверждено убедительными доказательствами. В отдельных версиях утверждается, что отношения продолжались на протяжении многих лет и начались ещё в конце 1940-х годов, когда Кеннеди был малоизвестным сенатором, а Монро только начинала кинокарьеру. Иногда заявлялось, что сама актриса рассказывала о связи с президентом в разные периоды своей жизни, в том числе в годы замужества. Нередко авторов подобных утверждений уличали в недостоверности и стремлении к личной выгоде.

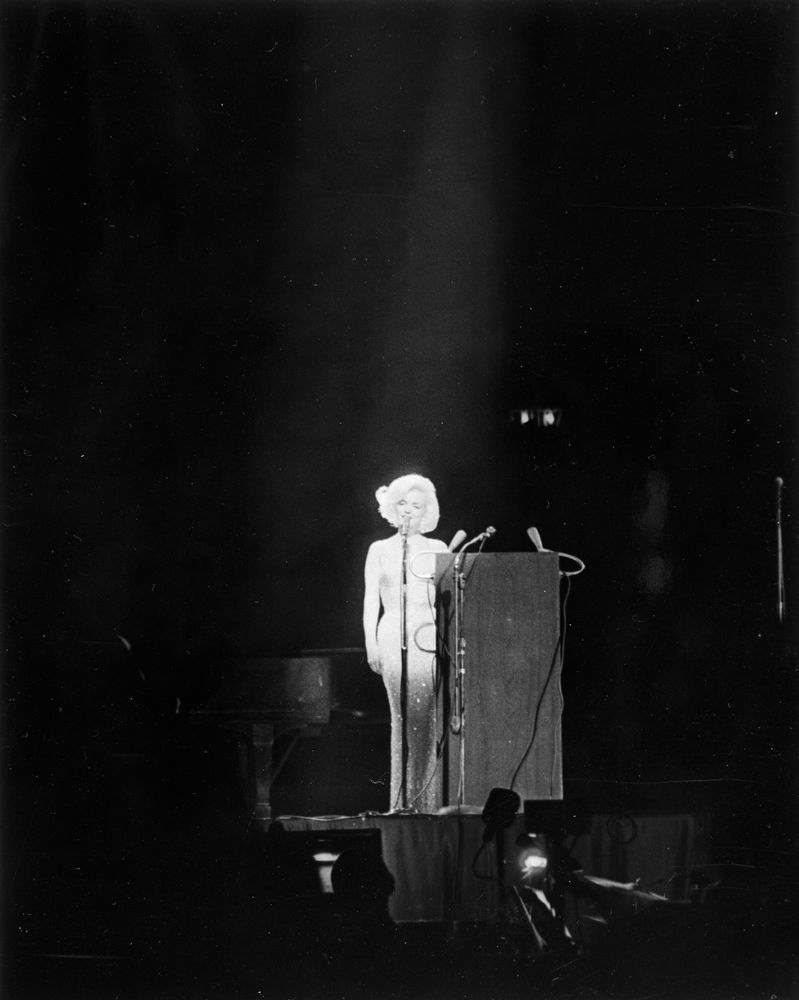
Мэрилин Монро во время выступления в честь дня рождения Джона Ф. Кеннеди, 19 мая 1962 года

19 мая 1962 года Мэрилин Монро выступила на праздновании 45-летия президента Джона Ф. Кеннеди в Мэдисон-сквер-гарден в Нью-Йорке. Актриса появилась в легендарном облегающем платье телесного цвета, расшитом стразами, и исполнила песню «Happy Birthday, Mr. President» в манере, сочетающей чувственность и сексуальность. Некоторые источники впоследствии высказывали предположения, что во время выступления Монро могла находиться под воздействием алкоголя или наркотических веществ. Событие вызвало широкий общественный резонанс: в прессе стали появляться домыслы о возможной близости актрисы и президента. Тем не менее при жизни обоих эта тема не получила публичного развития.
Со временем предположение о романе Монро с братом президента, Робертом Кеннеди, получило широкое распространение, несмотря на отсутствие доказательств. Большинство биографов, а также близкие актрисе люди последовательно опровергали данную версию.
Существует версия, согласно которой летом 1962 года актриса перенесла аборт или выкидыш. Слухи о возможной беременности Монро от Джона Кеннеди циркулируют на протяжении десятилетий, однако документальных подтверждений этому не существует. Биограф Фред Лоуренс Гайлес в книге «Норма Джин: жизнь Мэрилин Монро» (1969) высказывал предположение, что в июле того года актриса могла сделать аборт, но каких-либо достоверных свидетельств он не приводил. Подобные заявления появлялись и в более поздних публикациях, однако и они не основывались на проверенных фактах и оставались на уровне спекуляций.

## Публичный имидж

Мэрилин Монро на промо-фото к фильму «Джентльмены предпочитают блондинок» (1953)

В 1940-е годы особой популярностью пользовались актрисы, которых публика воспринимала как волевых и умных, среди них — Кэтрин Хепбёрн и Барбара Стэнвик, игравшие на экране сложных драматических персонажей. В годы войны они в основном привлекали в кинотеатры женскую аудиторию. Студия 20th Century Fox намеревалась сделать Мэрилин секс-символом 1950-х годов — звездой, чьи фильмы могли бы заинтересовать вернувшихся с фронта мужчин, — и рассматривала её как преемницу Бетти Грейбл, самой популярной блондинки 1940-х годов. По данным историка кино Ричарда Дайера, звёздный образ Монро формировался в расчёте преимущественно на мужскую аудиторию.
С самого начала актриса играла важную роль в формировании собственного имиджа, а к концу карьеры практически полностью контролировала его. Монро разрабатывала большинство своих рекламных стратегий, поддерживала дружеские отношения с известными журналистами — Сидни Скольски и Луэллой Парсонс, а также контролировала использование своих фотографий. Помимо Грейбл, Мэрилин часто сравнивали с другой знаменитой платиновой блондинкой — кинозвездой 1930-х годов Джин Харлоу. Монро называла Харлоу своим детским кумиром и мечтала сыграть её в биографическом фильме. Она даже наняла её личного стилиста, который занимался окрашиванием волос.
Экранный образ Монро строился на её светлых волосах и стереотипах, связанных с ними, особенно на представлениях о глупости, наивности, сексуальной доступности и искусственности. В фильмах она часто говорила придыхательным, слегка детским голосом, что в интервью создавало впечатление полной невинности и спонтанности. Таким образом, она обыгрывала эти стереотипы, намеренно доводя их до абсурда в двусмысленных фразах, которые стали известны как «Монроизмы». Например, когда её спросили, что на ней было надето во время обнажённой фотосессии 1949 года, Мэрилин ответила: «У меня было включено радио». Принимая навязанные стереотипы, Монро не растворялась в них, а лишь тонко высмеивала, превращая в инструмент обольщения и скрытой насмешки.

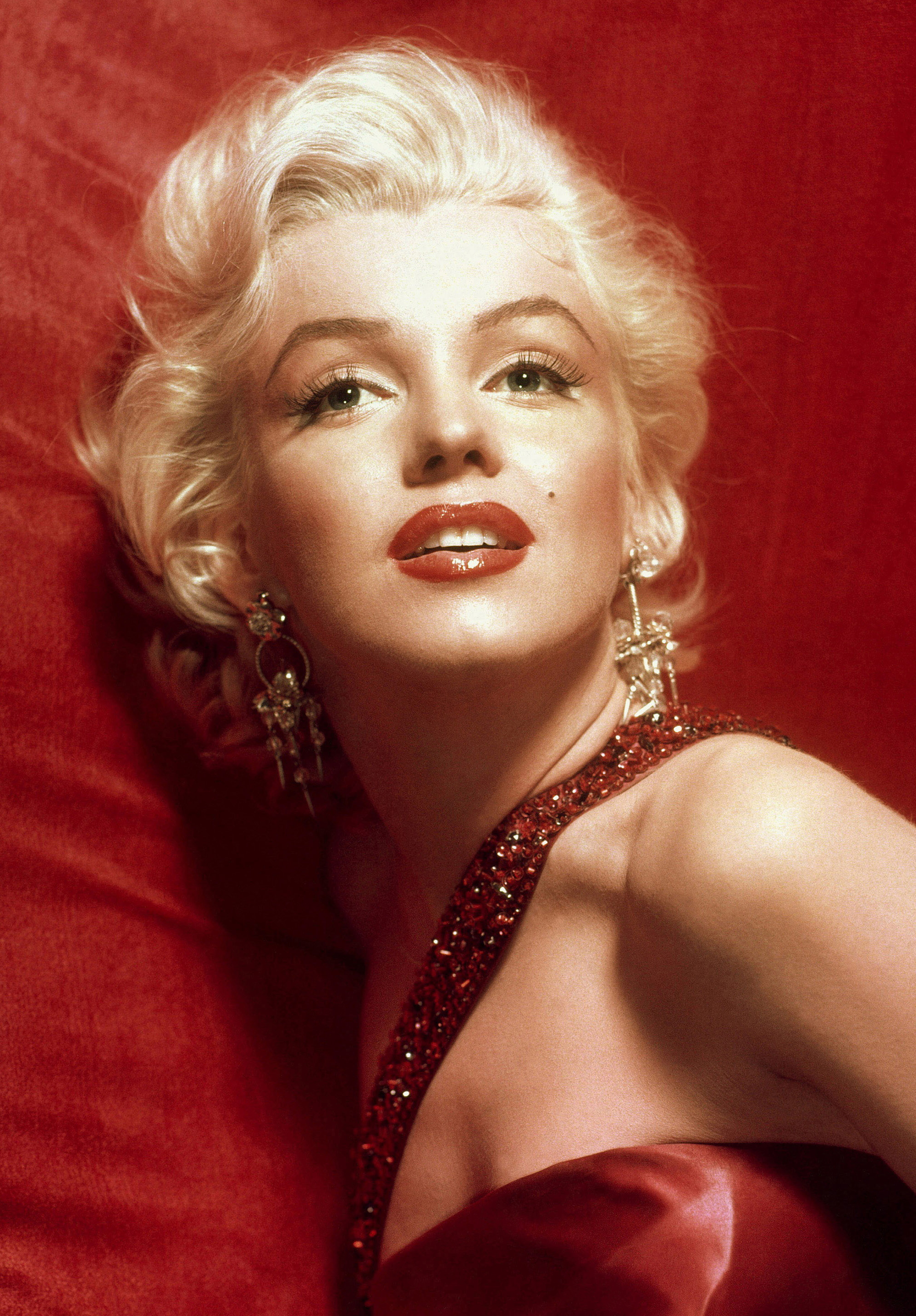
Мэрилин Монро на промо-фото к фильму «Как выйти замуж за миллионера» (1953)

В кино актриса, как правило, исполняла роли, значимость которых определялась исключительно внешностью и полом — красивых, соблазнительных блондинок, присутствующих на экране ради мужского удовольствия. Её персонажи чаще всего сводились к шоу-дивам, секретаршам или моделям, неизменно находившимся в центре внимания. Монро начала карьеру как пинап-модель, и её фигура с выраженными изгибами стала одной из самых узнаваемых черт имиджа. В фильмах она нередко принимала позы, подчёркивавшие её формы, а характерная походка с покачиванием бёдер принесла ей прозвище «девушка с горизонтальной походкой». Несмотря на то, что её экранные персонажи часто акцентировали сексуальность, в общественном восприятии Монро сочетала в себе не только образ соблазнительной женщины, но и трогательную уязвимость.
Одежда играла важную роль в создании сценического образа Монро: она часто выбирала белые наряды, подчёркивая цвет волос и фарфоровую кожу. Её появление привлекало внимание как эффектными, порой откровенными образами, так и тщательно срежиссированными «случайностями», например, эпизодом на пресс-конференции, когда у неё внезапно лопнула бретелька. В прессе её образ формировался как воплощение американской мечты — девушки, которая, пройдя путь от бедности, достигла статуса суперзвезды. При этом многие истории о её детстве в приёмных семьях были преувеличены или частично вымышлены, что только укрепляло созданный миф. Киновед Томас Харрис отмечал, что её происхождение из рабочего класса делало образ Монро более близким и соблазнительным для широкой аудитории — в отличие от Грейс Келли, чей схожий типаж ассоциировался с холодной аристократической недосягаемостью.
Огромное влияние на становление имиджа Монро оказала её наставница по актёрскому мастерству — Наташа Лайтесс, от которой она переняла характерную манеру игры, мимику и жесты. Эти черты стали неотъемлемой частью как её актёрского стиля, так и публичного образа. Монро целенаправленно стремилась освоить всё, что составляло её сценический образ: от подбора одежды и макияжа до публичного поведения и демонстрации сексуальности. Лайтесс стала для неё не только педагогом, но и жизненным ориентиром. Мэрилин настолько нуждалась в её поддержке, что отказывалась сниматься без её присутствия. Это вызывало раздражение у руководства студии и режиссёров. Во время съёмок крупных планов Наташа держала актрису за руку, помогая ей справиться с волнением. Вмешательство педагога во все аспекты съёмочного процесса не раз приводило к её удалению со съёмочной площадки, однако в итоге с её присутствием приходилось мириться.
Хотя образ наивной, сексуальной блондинки был тщательно выстроенным актёрским приёмом, зрители и критики часто воспринимали его как подлинное отражение её натуры, полагая, что Монро на экране остаётся самой собой. Это серьёзно осложняло её карьеру в моменты, когда она стремилась выйти за пределы привычного амплуа, получить более сложные роли и добиться признания не только как актриса, но и как деловая женщина. Историк кино Сара Черчвелл, исследовав биографии Монро, выделила три устойчивых мифа о ней:
Первый миф — что она была глупа. Второй — что она была хрупкой. Третий — что она не умела играть. На самом деле, она была далеко не глупой, хоть и страдала от отсутствия формального образования. Она была невероятно умной и очень сильной, иначе не смогла бы преодолеть голливудскую студийную систему 1950-х годов. Глупая блондинка была всего лишь образом — ради всего святого, ведь она была актрисой! Настолько убедительной актрисой, что теперь никто не верит, что за этим образом скрывалось что-то большее.
Биограф Лоис Баннер отмечала, что Монро часто тонко пародировала собственный статус секс-символа как в фильмах, так и в публичных выступлениях. По её словам, созданный актрисой образ был «блестяще воплощённым архетипом, стоящим где-то между Мэй Уэст и Мадонной в традициях гендерных трикстеров XX века». Сама Монро признавалась, что испытала влияние Мэй Уэст, переняв у неё «несколько трюков — например, искусство высмеивать собственную сексуальность». В 1950-х годах она также изучала основы комедийного и танцевального мастерства у мима и танцовщицы Лотти Гослар, известной своими сатирическими номерами. Гослар наставляла её и во время съёмок. Ярким примером пародийного переосмысления образа стала сцена из фильма «Джентльмены предпочитают блондинок», где героиня Монро говорит: «Я могу быть умной, когда это важно, но большинству мужчин это не нравится». Эта реплика, подчёркивающая двойственное восприятие её героини, была предложена самой актрисой. В 1962 году в интервью журналу Life Монро размышляла о своём статусе секс-символа: «Я никогда не понимала его, этот секс-символ. Я всегда думала, что символами были те моменты, когда мы играем вместе на сцене! Вот беда — секс-символ становится вещью. Я просто ненавижу быть вещью. Но если я должна быть символом чего-то, то я предпочла бы быть секс-символом — не вещью, а символом».

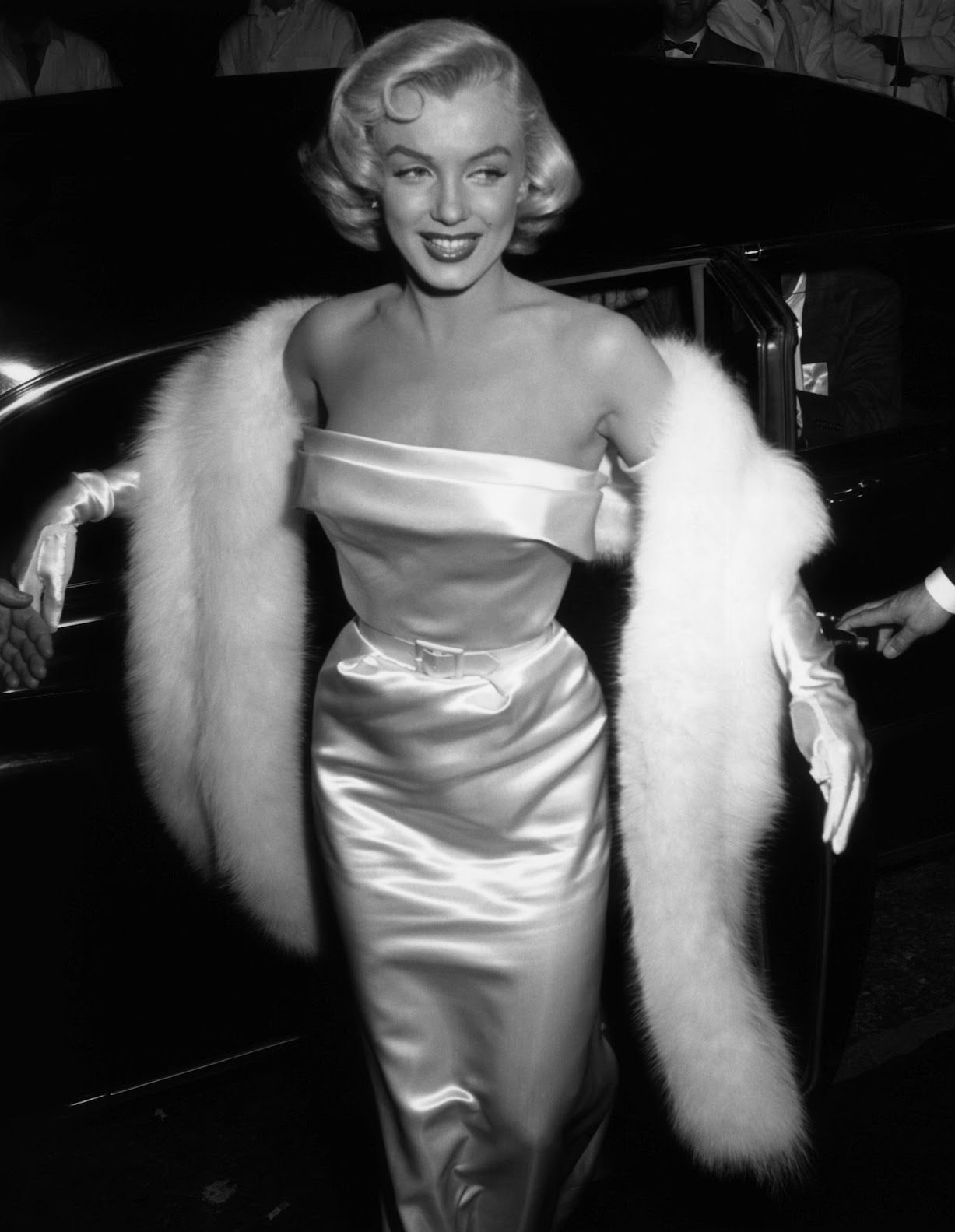
Мэрилин Монро на вечеринке в клубе «Ciro's», (1953)

По словам Ричарда Дайера, в 1950-х годах имя Монро стало синонимом сексуальности, а её образ следует рассматривать в контексте моральных и сексуальных установок американского общества того времени — фрейдизма, отчётов Кинси и книги Бетти Фридан «Загадка женственности». Воплощая на экране уязвимость, будто бы не осознавая масштаба собственной притягательности, Монро стала первым секс-символом, сделавшим сексуальность не опасной, а мягкой, игривой, почти детской — противоположностью роковых женщин 1940-х годов. Дональд Спото описывал её как идеал послевоенной американской девушки — нежной, наивной, готовой отдаваться любви без условий. Киновед Моли Хаскелл называла Монро мифом своего времени — «ложью о том, что у женщины нет собственных сексуальных желаний и что она существует лишь ради мужчин». Норман Мейлер подчёркивал: «Мэрилин намекала, что близость с другими может быть трудной и даже опасной, а с ней — сладкой, как мороженое». Актриса соединяла в себе несовместимое — как заметил Граучо Маркс, она была одновременно «Мэй Уэст, Тедой Барой и Малышкой Бо-Пип». По словам Хаскелл, именно этот образ, рассчитанный на мужскую аудиторию, сначала отталкивал женщин: «Они не могли отождествить себя с ней и не поддерживали её». Лишь после её смерти к ней пришло настоящее женское признание.

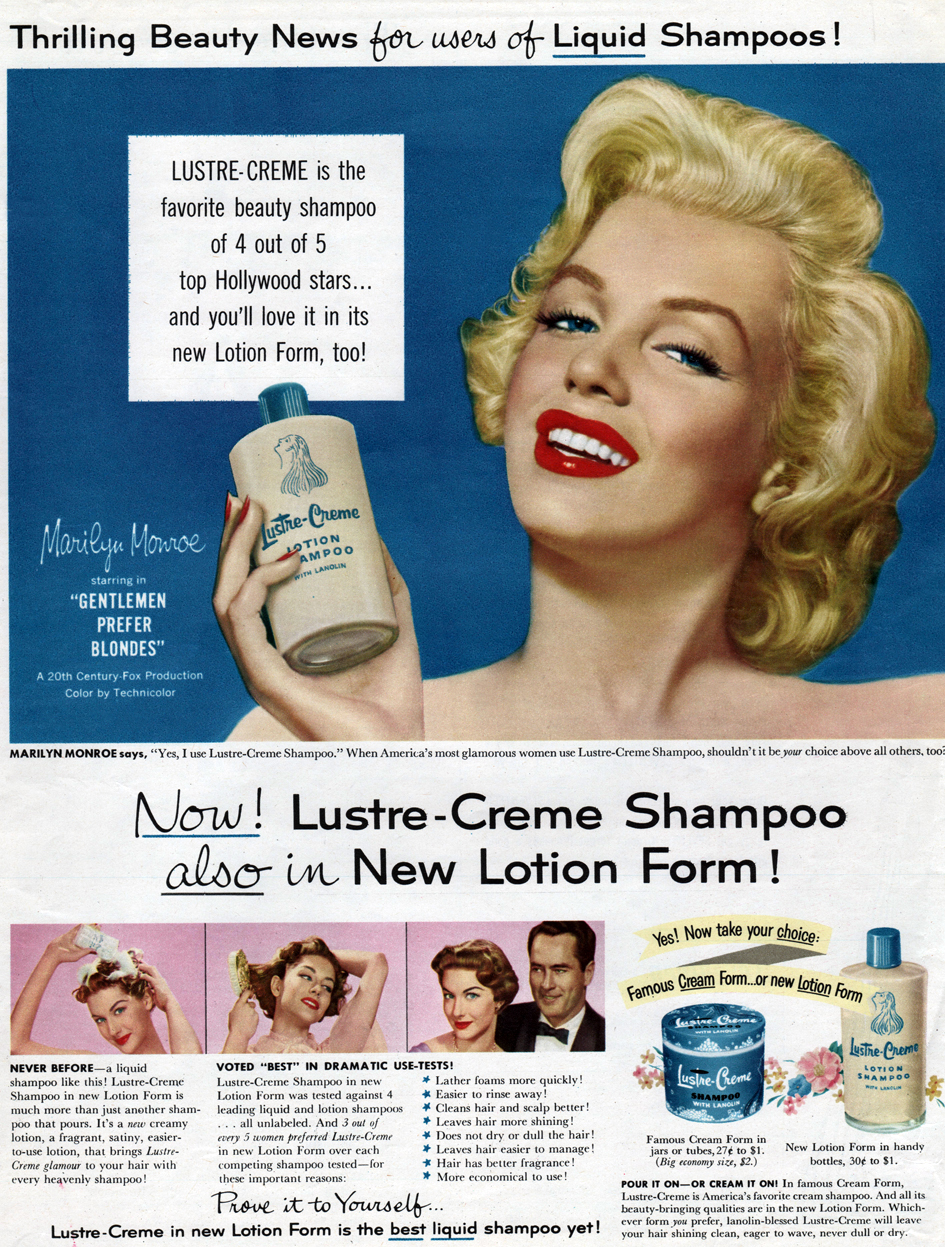
Рекламное фото шампуня от Мэрилин Монро (1953)

Ричард Дайер указывал, что платиновые волосы стали неотъемлемой частью имиджа Монро, делая её, по его словам, «расово однозначной» — исключительно белой — в эпоху, когда в США начиналось движение за гражданские права чернокожего населения. В этом контексте он рассматривал актрису как символ латентного расизма в массовой культуре XX века. Биограф Лоис Баннер частично соглашалась с этой точкой зрения, полагая, что культ блондинок, с которым отождествлялась Монро, вряд ли возник случайно. Однако она критиковала односторонность такого подхода, подчёркивая, что в реальной жизни актриса поддерживала тёплые отношения с представителями этнических меньшинств — её избранниками были Джо Ди Маджо (итало-американец) и Артур Миллер (еврей). Более того, по словам Баннер, несмотря на упрёки в транслировании узких расовых стандартов в рекламе, Монро порой сама бросала вызов этим нормам. Так, в 1951 году журнал Look опубликовал её фотографию с афроамериканским преподавателем вокала Филом Муром — в то время это было нетривиальное, даже провокационное заявление. Также Монро дружила с чернокожей джазовой певицей Эллой Фицджеральд и активно поддерживала её. Позже Элла вспоминала: «Именно благодаря Мэрилин я стала выступать в Мокамбо, очень популярном ночном клубе 1950-х. Она лично позвонила владельцу и сказала, что хочет, чтобы меня немедленно пригласили, и если он согласится, она будет приходить туда каждый вечер и заказывать ближайший столик. Она добавила, что, будучи суперзвездой, вызовет настоящий ажиотаж у прессы. Хозяин согласился, и Мэрилин действительно приходила каждый вечер. Пресса была в восторге. После этого мне больше никогда не приходилось петь в маленьких клубах. Она была исключительной женщиной — немного опередившей своё время. И, пожалуй, даже не осознавала этого».
По данным журнала Photoplay, Мэрилин Монро воспринималась как подлинное воплощение американского духа — «национальный символ, столь же узнаваемый, как хот-дог, яблочный пирог или бейсбол». Биограф Лоис Баннер называла её ярчайшей иконой культуры популюкс — эпохи потребления и оптимизма, в которой "её светлый, сияющий образ помогал нации справляться с тревогами холодной войны, страхом атомной катастрофы и угрозой советского тоталитаризма. Историк Фиона Хэндисайд отмечала, что во Франции блондинок ассоциировали с американской современностью, опрятностью и независимостью, благодаря чему Монро стала символом «новой» женщины — открытой, активной, освобождённой от старомодных социальных условностей. Киновед Лора Малви охарактеризовала её как персонификацию американской потребительской культуры: «Если США экспортировали гламур и демократию в послевоенную Европу, то Монро стала их идеальным воплощением. Она символизировала всё американское. Её образ объединил экономические, политические и эротические ожидания эпохи. К середине 1950-х годов она стала иконой гламура, доступного каждой женщине, — стиля, который можно было воспроизвести с помощью американской косметики, нейлоновых чулок и платиновых локонов».
20th Century Fox стремилась извлечь выгоду на популярности Монро, продвигая актрис, стилистически на неё похожих, таких как Джейн Мэнсфилд, Барбара Николс и Шири Норт. Другие киностудии также пытались «создать собственную Мэрилин Монро»: Universal Pictures с Мейми Ван Дорен, Columbia Pictures с Ким Новак, и Rank Organisation с Дианой Дорс.
Популярность Монро была столь велика, что в её честь был создан первый в истории фан-клуб, получивший название «Монро-6». Его участники — шестеро молодых людей — называли себя её самыми преданными поклонниками. Актриса поддерживала с ними личные отношения, приглашала домой и делилась эксклюзивной информацией. Один из её поклонников, Джеймс Хэспил, хотя формально и не входил в клуб, часто встречался с Монро и стал её другом. После её смерти он написал книгу о своём опыте общения с ней.

## Наследие

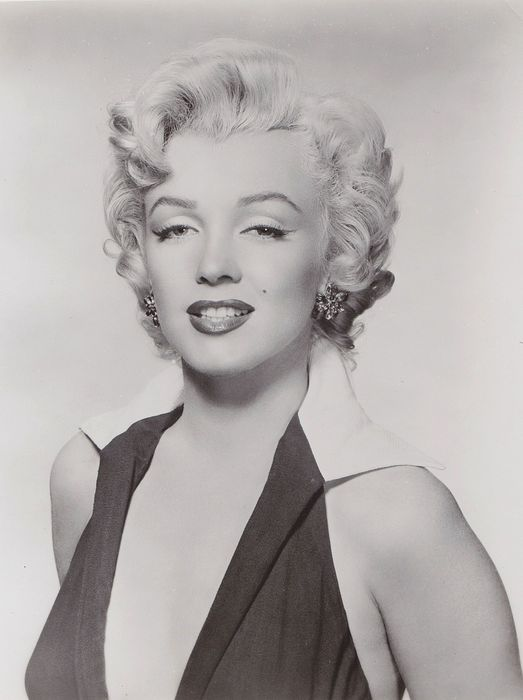
Мэрилин Монро на промо-фото к фильму «Ниагара» (1953). Данный снимок является одним из самых легендарных изображений актрисы. Именно эта фотография легла в основу шелкографи́ческого полотна Энди Уорхола «Диптих Мэрилин» (1962)

Согласно энциклопедии The Guide to United States Popular Culture, «как икона американской поп-культуры, Монро имеет лишь нескольких соперников в известности — среди них Элвис Пресли и Микки Маус… никакая другая звезда не вызывала столь широкий спектр эмоций — от вожделения до жалости, от зависти до раскаяния». Историк искусств Гейл Левин считает, что Монро вполне может быть «самой фотографируемой личностью XX века». Американский институт киноискусства внёс её в список 25 величайших актрис американского кинематографа, присвоив ей шестое место. Смитсоновский институт назвал её одной из «100 наиболее значимых американцев всех времён», а авторитетное издание Variety и телеканал VH1 поместили её в первую десятку своих рейтингов величайших икон поп-культуры XX века. В 2024 году особняк Монро в Брентвуде получил статус объекта культурного наследия.
О Мэрилин Монро написаны сотни книг и диссертаций. Она является объектом стихотворений, картин, скульптур, фильмов, спектаклей, опер и песен. Актриса послужила вдохновением для многих выдающихся деятелей искусства, которые чтили её образ в своих произведениях или же посвящали их ей, а также отмечали значимость её влияния на формирование собственного имиджа и творчества. Среди них писатели Артур Миллер, Трумен Капоте, Норман Мейлер и Джойс Кэрол Оутс. Музыкальные исполнители Мадонна, Мэрилин Мэнсон, Мэрайя Кэри, Элтон Джон, Misfits, Бритни Спирс, Кайли Миноуг, Гвен Стефани, Кристина Агилера, Леди Гага и Лана Дель Рей. Художники Энди Уорхол, Филипп Халсман, Сальвадор Дали, Виллем де Кунинг, Джеймс Гилл и Одри Флэк.
Мэрилин Монро посвящено множество документальных и художественных фильмов. В 1980 году для телевидения был снят фильм «Мэрилин: Нерассказанная История», в главной роли — Кэтрин Хикс. В 1996 году на телеэкраны вышел фильм «Норма Джин и Мэрилин», в котором роль Монро сыграли сразу две актрисы: Эшли Джадд Норму Джин, а Мира Сорвино Мэрилин Монро. Обе актрисы были номинированы на премию «Золотой глобус» в категории «Лучшая женская роль в мини-сериале или телефильме». В 2011 году в мировой прокат вышел фильм «7 дней и ночей с Мэрилин», где роль Монро исполнила Мишель Уильямс. За эту роль актриса была удостоена премии «Золотой глобус». В 2015 году на канале Lifetime состоялся выход биографического мини-сериала «Секретная жизнь Мэрилин Монро», в котором главную роль сыграла Келли Гарнер. Проект был высоко оценён критиками и получил три номинации на премию «Эмми». В 2022 году Netflix представил художественный фильм «Блондинка», основанный на одноимённом романе Джойс Кэрол Оутс. Монро в нём воплотила кубино-испанская актриса Ана де Армас. За исполнение этой роли актриса получила широкое признание критиков и была номинирована на премию «Оскар».
Личные вещи Монро (сценические наряды, недвижимость) на протяжении многих лет уходят с молотков аукционов за миллионы долларов. Кроме того, она остаётся ценным брендом, её образ и имя были лицензированы для сотни продуктов, она была показана в рекламе для многонациональных корпораций и брендов, среди которых «Max Factor», «Chanel», «Christian Dior», «Dolce & Gabbana», «Nike», «Mercedes-Benz», «Visa», «Mastercard», «Snickers», «Pepsi» и «Absolut Vodka».

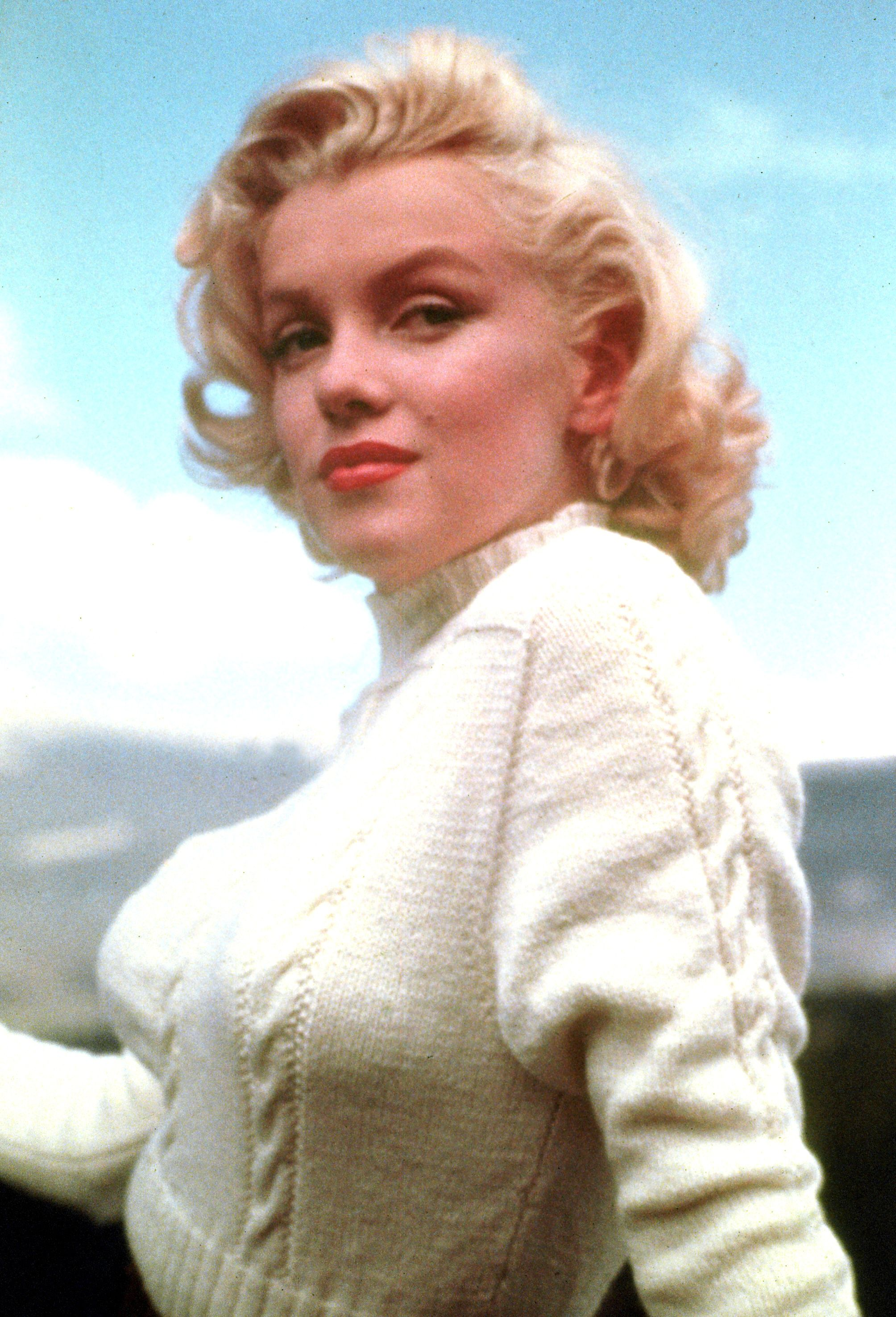
Мэрилин Монро для журнала «Photoplay», июнь 1953 года

Долговечная слава Монро связана с её противоречивым имиджем. С одной стороны, она остаётся секс-символом, иконой красоты и одной из самых известных звёзд классического голливудского кино. С другой стороны, её также вспоминают за непростую личную жизнь, нестабильное детство, борьбу за профессиональное уважение, её трагическую смерть и связанные с ней теории заговора. О ней писали учёные и журналисты, исследующие вопросы гендерного равенства и феминизма, такие как Глория Стейнем, Жаклин Роуз, Молли Хаскелл, Сара Черчвелл и Лоис Баннер. Стейнем, к примеру, рассматривала её как жертву студийной системы. Хаскелл, Роуз и Черчвелл, напротив, подчёркивали проактивную роль Монро в её карьере и создании своего публичного имиджа.
Контраст между звёздным статусом Монро и её сложной личной жизнью прочно связал её имя с более широкими дискуссиями о таких явлениях современной культуры, как массовые медиа, слава и потребительское общество. По мнению историка Сюзанны Хэм, Монро остаётся актуальной фигурой в рамках продолжающихся дискуссий о современном обществе, поскольку она «никогда полностью не находится в одном времени или месте» и стала «основой для реконструкции повествований об американской культуре» а также «функционирует как культурный тип, который может воспроизводиться, трансформироваться и переводиться в новые контексты разными людьми». Аналогично, Лоис Баннер назвала Монро «вечным хамелеоном», который переосмысляется каждым новым поколением в соответствии с его представлениями.
Несмотря на то, что Мэрилин Монро остаётся культурной иконой, кинокритики по-разному оценивают её актёрское мастерство. Дэвид Томсон считал её роли в кино «поверхностными», а Полин Кейл отмечала, что Монро использовала отсутствие актёрских навыков, чтобы повеселить публику: «У неё хватало остроумия, глупости или отчаяния, чтобы превращать пинап в актёрскую игру, и наоборот. Она делала то, что другим мешал делать „хороший вкус“». По мнению Питера Брэдшоу, Монро была талантливой комедийной актрисой, которая понимала, как достичь нужного комедийного диапазона, а Роджер Эберт отмечал, что «эксцентричность и неврозы Монро на съёмочных площадках приобрели дурную славу, однако студия терпела её на протяжении многих лет, тогда как любую другую актрису за подобное поведение вышвырнули бы сразу. Но в случае с Мэрилин всё обстояло по-другому, ведь конечный результат был волшебным». Джонатан Розенбаум утверждал, что «она искусно обыгрывала сексистское содержание своего материала» и что «скептическое отношение к её интеллекту как актрисы, связано с идеологией репрессивной эпохи, когда считалось, что гламурные женщины не должны быть умными». Констанс Колльер, одна из педагогов по актёрскому мастерству Монро, сказала: «Мэрилин — это красивое дитя. Но я не могу назвать её актрисой, во всяком случае в традиционном смысле слова. То, чем она владеет, — эта аура, это свечение, этот трепетный ум — может так и не проявиться на сцене. Всё это так хрупко и трудноуловимо, что может быть захвачено только камерой. Это — как колибри в полёте: только камера в состоянии запечатлеть сию поэзию».

## Фильмография
За свою кинокарьеру Монро снялась в 29 фильмах. В 1962 году она приступила к съёмкам тридцатой картины — «Что-то должно случиться», однако была уволена со студии до завершения работы. Актриса скончалась, прежде чем фильм был завершён с другим исполнителем в её роли.
| Год  | Название                           | Роль                     | Заметки                                             |
| ---- | ---------------------------------- | ------------------------ | --------------------------------------------------- |
| 1947 | Опасные годы                       | Иви                      |                                                     |
| 1948 | Скудда-У! Скудда-Эй!               | Бетти                    | В титрах не указана                                 |
| 1948 | Хористки                           | Пегги Мартин             |                                                     |
| 1949 | Счастливая любовь                  | клиентка Груниона        |                                                     |
| 1950 | Билет в Томагавк                   | Клара                    | В титрах не указана                                 |
| 1950 | Асфальтовые джунгли                | Анджела Финли            |                                                     |
| 1950 | Всё о Еве                          | Клаудия Кассуэлл         |                                                     |
| 1950 | Огненный шар                       | Полли                    |                                                     |
| 1950 | Правый кросс                       | Даски Ле Дью             | В титрах не указана                                 |
| 1951 | История родного города             | Айрис Мартин             |                                                     |
| 1951 | Моложе себя и не почувствуешь      | Харриет                  |                                                     |
| 1951 | Любовное гнёздышко                 | Роберта «Бобби» Стивенс  |                                                     |
| 1951 | Давай сделаем это легально         | Джойс Маннеринг          |                                                     |
| 1952 | Стычка в ночи                      | Пегги                    |                                                     |
| 1952 | Мы не женаты!                      | Аннабел Джоунс Норрис    |                                                     |
| 1952 | Можно входить без стука            | Нелл Форбс               |                                                     |
| 1952 | Обезьяньи проделки                 | Лоис Лорел               |                                                     |
| 1952 | Вождь краснокожих и другие…        | проститутка              | Появилась в части Фараон и хорал                    |
| 1953 | Ниагара                            | Роуз Лумис               |                                                     |
| 1953 | Джентльмены предпочитают блондинок | Лорелей Ли               |                                                     |
| 1953 | Как выйти замуж за миллионера      | Пола Дебевуаз            |                                                     |
| 1954 | Река не течёт вспять               | Кей Уэстон               |                                                     |
| 1954 | Нет лучше бизнеса, чем шоу-бизнес  | Виктория Хоффман         |                                                     |
| 1955 | Зуд седьмого года                  | девушка                  |                                                     |
| 1956 | Автобусная остановка               | Шери́                     |                                                     |
| 1957 | Принц и танцовщица                 | Элси Марина              | Спродюсирован Marilyn Monroe Productions            |
| 1959 | В джазе только девушки             | Дана «Душечка» Ковальчик | Оригинальное название — «Некоторые любят погорячее» |
| 1960 | Займёмся любовью                   | Аманда Делл              |                                                     |
| 1961 | Неприкаянные                       | Розлин Тэйбер            | Последняя роль в кино                               |